# Lista odcinków serialu CSI: Kryminalne zagadki Miami
Lista odcinków serialu Kryminalne zagadki Miami
| Sezon | Sezon | Odcinki | Oryginalna emisja   | Oryginalna emisja | Oryginalna emisja | Oryginalna emisja    | Oryginalna emisja |
| Sezon | Sezon | Odcinki | Premiera sezonu     | Finał sezonu      | Premiera sezonu   | Finał sezonu         |                   |
| ----- | ----- | ------- | ------------------- | ----------------- | ----------------- | -------------------- | ----------------- |
|       | Pilot | 1       | 9 maja 2002         | 9 maja 2002       | brak danych       | brak danych          |                   |
|       | 1     | 24      | 23 września 2002    | 19 maja 2003      | brak danych       | brak danych          |                   |
|       | 2     | 24      | 22 września 2003    | 24 maja 2004      | brak danych       | brak danych          |                   |
|       | 3     | 24      | 20 września 2004    | 23 maja 2005      | 5 marca 2005      | 13 sierpnia 2005     |                   |
|       | 4     | 25      | 19 września 2005    | 22 maja 2006      | 9 czerwca 2006    | 24 listopada 2006    |                   |
|       | 5     | 24      | 18 września 2006    | 14 maja 2007      | 8 marca 2007      | 16 sierpnia 2007     |                   |
|       | 6     | 21      | 24 września 2007    | 19 maja 2008      | 6 marca 2008      | 16 października 2008 |                   |
|       | 7     | 25      | 22 września 2008    | 18 maja 2009      | 12 marca 2009     | 27 sierpnia 2009     |                   |
|       | 8     | 24      | 21 września 2009    | 24 maja 2010      | 4 marca 2010      | 5 sierpnia 2010      |                   |
|       | 9     | 22      | 3 października 2010 | 8 maja 2011       | 3 marca 2011      | 28 lipca 2011        |                   |
|       | 10    | 19      | 25 września 2011    | 8 kwietnia 2012   | 1 marca 2012      | 5 lipca 2012         |                   |

## Pilot (2002)
Odcinek pilotażowy CSI: Miami jest jednocześnie odcinkiem serialu CSI: Kryminalne zagadki Las Vegas.
| 45 | 22 | Cross Jurisdictions | Śmierć stróża prawa | Danny Cannon | Anthony E. Zuiker, Ann Donahue, Carol Mendelsohn | 9 maja 2002 | brak danych |
| Po przyjęciu w domu byłego szefa policji Las Vegas zostaje znalezione jego ciało, a żona i córka zostają porwane. Trop wiedzie na Florydę, gdzie lecą Catherine i Warrick. Na miejscu łączą pracę z miejscowym zespołem CSI pod kierownictwem Horatio Caine’a. Tymczasem Grissom i reszta zespołu zostają w Las Vegas, aby tam kontynuować śledztwo. |    |                     |                     |              |                                                  |             |             |

## Sezon 1 (2002–2003)
Odcinki sezonu 1 były emitowane w innej kolejności niż numery w serii.
| 1 | Golden Parachute          | Złoty spadochron        | Joe Chappelle    | Steven Maeda                                     | 23 września 2002     | 4 stycznia 2015  | #1,01 |
| Prywatny samolot rozbił się na bagnach Everglades. Uratowała się tylko jedna osoba. Śledczych prowadzących tę sprawę zainteresował fakt, że ciało ofiary, młodej kobiety, znaleziono aż pięć mil od miejsca katastrofy. |                           |                         |                  |                                                  |                      |                  |       |
| 2 | Losing Face               | Stracić twarz           | Joe Chappelle    | Steven Maeda, Gwendolyn Parker                   | 30 września 2002     | 4 stycznia 2015  | #1,04 |
| Kolumbijski przedsiębiorca zostaje znaleziony z bombą wokół szyi. Eksploduje ona podczas jej rozbrajania, zabijając też sapera z grupy antyterrorystycznej, który był przyjacielem Horatio Caine’a (David Caruso), więc dla szefa grupy śledczej w Miami odnalezienie jego mordercy jest szczególnie ważne. W tej misji może on liczyć na swoich zaufanych ludzi: Calleigh Dusquene (Emily Procter), Erica Delko (Adam Rodriguez), Tima Speedle’a (Rory Cochrane), Megan Donner (Kim Delaney) oraz koroner Alexx Woods (Khandi Alexander). Zespół najwyższej klasy ekspertów kryminalistycznych rozpoczyna śledztwo od badania miejsca zbrodni. |                           |                         |                  |                                                  |                      |                  |       |
| 3 | Wet Foot/Dry Foot         | Mokra stopa/Sucha stopa | Tucker Gates     | Eddie Guerra                                     | 7 października 2002  | 11 stycznia 2015 | #1,02 |
| We wnętrznościach złowionego rekina rybak znajduje część ludzkiego korpusu. Szczątki trafiają do koronera i Alexx odkrywa ranę po kuli kaliber 45. Horatio i Megan rozpoczynają śledztwo w sprawie morderstwa. Tatuaż na ramieniu denata sugeruje, że ofiara mogła być uchodźcą politycznym z Kuby. Delko i Speedle wkrótce znajdują też porzuconą łódź, a na niej łuski po strzelaninie oraz krew… Ślady sugerują przemyt narkotyków. Grupa śledczych kryminalistyków drąży sprawę dalej. Wyniki śledztwa przynoszą zaskakujące rozwiązanie. |                           |                         |                  |                                                  |                      |                  |       |
| 4 | Just One Kiss             | Tylko jeden pocałunek   | Scott Brazil     | Laurie McCarthy, Matt Witten                     | 14 października 2002 | 11 stycznia 2015 | #1,03 |
| Na plaży w Miami znalezione zostaje ciało brutalnie zamordowanego mężczyzny. Denat ma podcięte gardło, a na twarzy ślad przypalenia. W pewnej odległości od zwłok znaleziona zostaje pobita do nieprzytomności i podtopiona młoda kobieta, która trafia do szpitala. Ślady prowadzą ekspertów w progi wpływowej rodziny, z którą wiąże Horatia sprawa prowadzona piętnaście lat wcześniej, na początku jego kariery śledczego. |                           |                         |                  |                                                  |                      |                  |       |
| 5 | Ashes to Ashes            | W proch się obrócisz    | Bryan Spicer     | Mark Israel                                      | 21 października 2002 | 18 stycznia 2015 | #1,05 |
| W zakrystii zostają znalezione zwłoki zastrzelonego księdza. Na miejscu zbrodni Horatio i Megan odnajdują łuskę i kilka innych dowodów sprawiających, że głównym podejrzanym staje się dwunastoletni chłopiec, Cameron Medina. Przeszukanie w jego domu początkowo potwierdza przypuszczenia Megan. Dalsze śledztwo przynosi jednak więcej pytań niż odpowiedzi. Tymczasem Horatio i Delko prowadzą dochodzenie w drugiej sprawie: we wraku spalonego samochodu Delko odkrył zwęglone zwłoki młodej kobiety. W czasie sekcji zwłok w jej żołądku zostaje znaleziony cenny klejnot... |                           |                         |                  |                                                  |                      |                  |       |
| 6 | Broken                    | Załamanie               | Deran Sarafian   | Ildy Modrovich, Laurence Walsh                   | 28 października 2002 | 18 stycznia 2015 | #1,06 |
| Pięcioletnia Ruthie znika z placu zabaw. Wkrótce jej ciało zostaje odnalezione w pobliskiej toalecie. Wszystkie osoby znajdujące się we wnętrzu hali parku rozrywki zostają zatrzymane do wyjaśnienia sprawy. Rozpoczyna się śledztwo, podczas którego Horatio, Calleigh, Delko i Speedle poszukują najdrobniejszych śladów. Natrafiają między innymi na dziwne odciski palców... |                           |                         |                  |                                                  |                      |                  |       |
| 7 | Breathless                | Ostatnie tchnienie      | Charlie Correll  | Steven Maeda, Gwendolyn Parker                   | 4 listopada 2002     | 25 stycznia 2015 | #1,07 |
| Horatio Caine i jego zespół ekspertów medycyny sądowej tym razem odwiedzają pewną rezydencję. Śledztwo dotyczy zamordowania młodego mężczyzny. Zwłoki odkryto po nocnej imprezie, podczas której Noel zabawiał tańcem erotycznym zaproszone dziewczyny. Na początek trzeba ustalić, z kim denat spędził bardziej intymne chwile podczas minionej nocy... Również Delko ma do rozwiązania zagadkę kryminalną, która tylko pozornie wydaje się łatwa. Tym razem do morderstwa doszło pod powierzchnią oceanu. |                           |                         |                  |                                                  |                      |                  |       |
| 8 | Slaughterhouse            | Rzeźnia                 | Dick Pearce      | Laurie McCarthy                                  | 11 listopada 2002    | 25 stycznia 2015 | #1,08 |
| Na ulicy pojawia się kilkunastomiesięczna dziewczynka w piżamce poplamionej krwią. Dziecko jest wystraszone, ale nie ranne, musiało więc opuścić miejsce zbrodni. Horatio Caine przemierza ulice przedmieścia Miami, by odnaleźć dom, w którym doszło do zdarzenia. Grupa śledcza odkrywa kilka ciał z ranami postrzałowymi i brak śladów wskazujących, że napastnik zaatakował tę rodzinę z zewnątrz. |                           |                         |                  |                                                  |                      |                  |       |
| 9 | Kill Zone                 | Strefa zabijania        | Daniel Attias    | Mark Israel, Lois Johnson                        | 18 listopada 2002    | 1 lutego 2015    | #1,09 |
| W centrum Miami w godzinie szczytu ktoś strzela do przypadkowych przechodniów i zabija troje z nich. Potem policja odkrywa jeszcze czwartą ofiarę turystkę, która pechowo znalazła się na linii strzału. Horatio i Calleigh rozpoczynają śledztwo na miejscu zbrodni. Tym razem istotnych informacji na temat morderstwa dostarczy im źdźbło trawy. |                           |                         |                  |                                                  |                      |                  |       |
| 10 | A Horrible Mind           | Przerażający umysł      | Greg Yaitanes    | Ildy Modrovich, Laurence Walsh                   | 25 listopada 2002    | 1 lutego 2015    | #1,10 |
| Profesor antropologii zostaje znaleziony martwy. Jego metody nauczania budziły kontrowersje. Ostatnio interesował go temat linczu. Horatio Caine i detektyw Bernstein na miejscu zbrodni ustalają, że został okaleczony i zamordowany, a na koniec powieszony na sznurze. Ciało ofiary skrępowano za pomocą wojskowych więzów na nogach i rękach, ale też nosi wyraźnie ślady tortur. Początkowo Horatio podejrzewa działanie sekty, ale ten trop też okazuje się błędny, ponieważ Alexx potwierdza, że to nie rany były powodem śmierci profesora. |                           |                         |                  |                                                  |                      |                  |       |
| 11 | Camp Fear                 | Obóz strachu            | Deran Sarafian   | Eddie Guerra, Steven Maeda                       | 16 grudnia 2002      | 8 lutego 2015    | #1,11 |
| W pobliżu autostrady porzucono zwłoki nastolatki. Dzięki śladom opon śledczym udaje się ustalić markę samochodu, którym ją przywieziono. Trop prowadzi do pobliskiego obozu dla młodzieży z problemami wychowawczymi. Po wizycie w tym obozie Horatio i jego ekipie nadal nie udaje się ustalić tożsamości zamordowanej dziewczyny ani miejsca zbrodni, ani też przyczyny zgonu. Grupa śledczych z Miami nie poddaje się i rozpoczyna dochodzenie od zbadania powietrza, które ofiara wdychała tuż przed śmiercią. |                           |                         |                  |                                                  |                      |                  |       |
| 12 | Entrance Wound            | Rana wejściowa          | David Grossman   | Laurie McCarthy, Gwendolyn Parker                | 6 stycznia 2003      | 8 lutego 2015    | #1,12 |
| Para kochanków znajduje nagie zwłoki młodej kobiety ukryte pod łóżkiem w ich pokoju hotelowym. Brak śladów napaści seksualnej, ale uwadze śledczych nie umyka odcisk palca domniemanego zabójcy pozostawiony na pasku ofiary. Dzięki temu Horatio i Speedle docierają do mężczyzny, który był już w przeszłości karany za napaść na kobietę. Przed aresztowaniem nie są go w stanie uchronić zapewnienia żony przekonanej o jego niewinności. Horatia intryguje pleśń mikroskopijnych rozmiarów, pozostawiona przypadkowo na miejscu zbrodni. |                           |                         |                  |                                                  |                      |                  |       |
| 13 | Bunk                      | Zabójcza mieszanka      | Charlie Correll  | Elizabeth Devine                                 | 27 stycznia 2003     | brak danych      | #1,13 |
| W ślad za swoim uciekającym kotem młody mężczyzna wchodzi do domu w sąsiedztwie i wkrótce potem umiera w wyniku zatrucia zabójczą mieszanką oparów chemikaliów. Stężenie groźnych substancji jest tak duże, że grożą one w każdej chwili wybuchem i konieczna jest ewakuacja sąsiedztwa. Calleigh i Delko prowadzą śledztwo w sprawie brutalnego zamordowania starszej kobiety w domu pogodnej starości. |                           |                         |                  |                                                  |                      |                  |       |
| 14 | Forced Entry              | Wtargnięcie             | Artie Mandelberg | Mark Israel, Lois Johnson                        | 3 lutego 2003        | brak danych      | #1,14 |
| Ciało nagiego młodego mężczyzny zostaje odkryte w łóżku, w jego własnym domu. Został przywiązany za nogi i ręce, co może sugerować seksualny motyw tej zbrodni. Wydaje się to również potwierdzać fakt, że śledczy nie znajdują oznak kradzieży, chociaż ofiara wyraźnie była zamożna. Caine’a intryguje zegarek denata i ślad po tatuażu na jego ramieniu. Calleigh i Delko odkrywają o wiele makabryczniejsze miejsce zbrodni. Ktoś zabił seryjnego mordercę, który w swoim własnym krematorium spalił setki zwłok. |                           |                         |                  |                                                  |                      |                  |       |
| 15 | Dead Woman Walking        | Żywy trup               | Jeannot Szwarc   | Ildy Modrovich, Laurence Walsh                   | 10 lutego 2003       | brak danych      | #1,15 |
| Na ulicy w Miami, obok torów kolejki nadziemnej znaleziono zwłoki narkomana. Wszystko wskazuje na to, że zginął, spadając ze schodów, gdy próbował kogoś okraść. Podczas sekcji zwłok Horatio zauważa dziwną ranę na jego prawej dłoni i odkrywa, że mężczyzna został napromieniowany. Ogłasza alarm w całym laboratorium. |                           |                         |                  |                                                  |                      |                  |       |
| 16 | Evidence of Things Unseen | Czego oczy nie widziały | Joe Chappelle    | David Black                                      | 17 lutego 2003       | brak danych      | #1,16 |
| W salonie erotycznym dochodzi do zbrodni. W trakcie występu jednej ze striptizerek obserwujący ją mężczyzna zostaje pchnięty nożem. Podczas sekcji zwłok wychodzi na jaw, że zmarły był imigrantem z Europy Wschodniej i miał kontakt z dzikimi zwierzętami. Horatio potwierdza, że ofiara pracowała w miejscowym zoo. Namawia też tancerkę, by opuściła miasto. Dziewczyna wkrótce potem ginie pod kołami samochodu. |                           |                         |                  |                                                  |                      |                  |       |
| 17 | Simple Man                | Zwykły człowiek         | Greg Yaitanes    | Steven Maeda                                     | 24 lutego 2003       | brak danych      | #1,17 |
| Rozpoczyna się proces mężczyzny, oskarżonego o zamordowanie swojej gosposi, z którą miał romans. Pikanterii całej sprawie dodaje fakt, że podejrzany jest mężem ważnej persony w Miami, radnej Mercedes Escalante, co budzi szczególne zainteresowanie mediów. Horacio Caine jest przekonany o jego winie, ale gdy na chwilę przed złożeniem zeznań w sądzie dowiaduje się o podobnej zbrodni, woli to sprawdzić, niż przyczynić się do uwięzienia niewinnego człowieka. Znaleziono drugą ofiarę – młodą Latynoskę, zastrzeloną w podobnych okolicznościach, ale gdy podejrzany był w areszcie. Pozornie wszystko się jednak zgadza. Druga dziewczyna też była imigrantką, poszukującą pracy jako służąca. Inne dowody również pasują do siebie. Ale seryjny zabójca w drogim garniturze, to nie ma sensu. Śledczy wracają na miejsce zbrodni i rozpoczynają dochodzenie od nowa. |                           |                         |                  |                                                  |                      |                  |       |
| 18 | Dispo Day                 | Ciężkie zabawy          | David Grossman   | Elizabeth Devine, Ildy Modrovich, Laurence Walsh | 10 marca 2003        | brak danych      | #1,18 |
| Ulicami Miami sunie konwój CSI. Caine zlecił powtórną analizę skonfiskowanych narkotyków i ciężarówka wypełniona kokainą z policyjnego magazynu zmierza do laboratorium kryminalistycznego, gdy w środku miasta dochodzi do zderzenia z konduktem pogrzebowym. Równie przypadkowo na miejscu ataku pojawia się młoda kobieta z chłopcem. Wybucha strzelanina i Caine rzuca się, by ratować matkę z dzieckiem, a tymczasem ginie jeden z konwojujących antyterrorystów. Bandyta strzela też z bliska do Speedle’a, który padł na środku ulicy. Przestępcy zdołali uciec z łupem, ale dla śledztwa to nic straconego. Badanie miejsca zbrodni dostarcza wielu zaskakujących odpowiedzi. |                           |                         |                  |                                                  |                      |                  |       |
| 19 | Double Cap                | Podwójny strzał w głowę | Joe Chappelle    | Marc Dube                                        | 31 marca 2003        | brak danych      | #1,19 |
| Młoda kobieta zostaje znaleziona martwa w pobliżu basenu w ekskluzywnym hotelu w Miami. Ustalenie tożsamości ofiary nie jest proste, bo jej akta utajniły aż dwie agencje rządowe i była ona objęta programem ochrony świadków. Agent FBI wkrótce składa wizytę Caine’owi i chce przejąć śledztwo. Jednak Calleigh zdążyła ustalić pewien istotny szczegół w wyglądzie naboju. Odkryła, że tą samą bronią przed kilku laty dokonano napadu na bank, podczas którego zginął strażnik, a dwóch napastników skradło 600 tysięcy dolarów. |                           |                         |                  |                                                  |                      |                  |       |
| 20 | Grave Young Men           | Dziwny młody człowiek   | Peter Markle     | Lois Johnson                                     | 14 kwietnia 2003     | brak danych      | #1,20 |
| Horatio Caine zauważa, że ktoś go śledzi. Okazuje się, że to dawny więzień, który prosi o odnalezienie syna. Eric i Horatio ustalają, że chłopak razem z kolegą mają obsesję na punkcie broni. W tym samym czasie Tim prowadzi śledztwo w sprawie śmierci młodego mężczyzny. Dziewczyna, która spędziła z nim noc, twierdzi, że nic nie widziała. Alexx odkrywa jednak, że przed przyjazdem pogotowia ciało zostało odwrócone. |                           |                         |                  |                                                  |                      |                  |       |
| 21 | Spring Break              | Wiosenne wakacje        | Deran Sarafian   | Steven Maeda                                     | 28 kwietnia 2003     | brak danych      | #1,21 |
| Trwają wakacje. Na Florydę zjeżdżają setki nastolatków, żeby się zabawić. Po jednej z takich imprez dwoje nastolatków znajduje na plaży ciało młodej dziewczyny. Alexx stwierdza, że przyczyną śmierci było skręcenie karku. Horatio i Tim ustalają, że morderca atakował już w innych częściach Florydy. Eric i Calleigh badają przyczyny śmierci młodego człowieka znalezionego na dnie basenu. Dowiadują się, że poprzedniego wieczoru palił trawkę razem z kolegami. |                           |                         |                  |                                                  |                      |                  |       |
| 22 | Tinder Box                | Pudełko na hubkę        | Charlie Correll  | Corey Miller                                     | 5 maja 2003          | brak danych      | #1,22 |
| Eric i Tim idą się zabawić do klubu. Podczas występu DJ-a wybucha pożar. Ludzie wpadają w panikę. Jedne z drzwi ewakuacyjnych są zamknięte. Pożar powstał od fajerwerków odpalanych podczas występu. Horatio Calleigh i Tim odkrywają na zapleczu ciało zaginionego kelnera. Możliwe, że pożar miał zatuszować morderstwo. |                           |                         |                  |                                                  |                      |                  |       |
| 23 | Freaks and Tweaks         | Trup w szopie           | Deran Sarafian   | Elizabeth Devine, John Haynes                    | 12 maja 2003         | brak danych      | #1,23 |
| Horatio Eric i Tim przyjeżdżają do opuszczonej szopy gdzie znajdują się skrępowane zwłoki i pozostałości po narkotykach. Podczas oględzin Horatio zauważa butelki z podejrzaną substancją. Dochodzi do wybuchu. Ekipa Caine’a nie spocznie aż nie znajdzie sprawcy. Calleigh bada przyczynę śmierci Dennisa Harmona przyjaciela Alexx. |                           |                         |                  |                                                  |                      |                  |       |
| 24 | Body Count                | Liczba ofiar            | Joe Chappelle    | Ildy Modrovich, Laurence Walsh                   | 19 maja 2003         | brak danych      | #1,24 |
| W więzieniu dochodzi do morderstwa. Horatio ustala, że zabójstwo było tylko przykrywką dla ucieczki kilku więźniów. Wśród nich jest pedofil Stuart, który pojawił się już w 6 odcinku pierwszej serii. |                           |                         |                  |                                                  |                      |                  |       |

## Sezon 2 (2003–2004)
Odcinki sezonu 2 były emitowane w innej kolejności niż numery w serii.
| 1 (25) | Blood Brothers    | Rodzeni bracia                   | Danny Cannon          | Ann Donahue                                       | 22 września 2003     | brak danych | #2,01 |
| Dziewczyna, wyglądająca jak modelka, zostaje śmiertelnie potrącona na ulicy i wszystko wskazuje na to, że była gościem pobliskiego luksusowego hotelu. Ślady opon potwierdzają, że było to morderstwo z premedytacją. Nikt nic nie widział, więc CSI opiera śledztwo wyłącznie na dowodach rzeczowych. |                   |                                  |                       |                                                   |                      |             |       |
| 2 (26) | Dead Zone         | Martwa strefa                    | Joe Chappelle         | Michael Ostrowski                                 | 29 września 2003     | brak danych | #2,02 |
| Na jachcie odkryto ciało mężczyzny, przebite strzałą z kuszy. Znaki na ciele wskazują, że zmarły był nurkiem. Inne dowody sugerują, że szukał skarbów w wodach otaczających Florydę. Jego wspólnik twierdzi, że niczego ciekawego nie wydobyli. Horatio postanawia to sprawdzić. Delko nurkuje w miejscu ostatnich poszukiwań. Widzi syrenę, a wkrótce potem odkrywa zatopiony przed wiekami hiszpański galeon. Wkrótce w eksplozji przesyłki-pułapki ginie główny podejrzany. |                   |                                  |                       |                                                   |                      |             |       |
| 3 (27) | Hard Time         | Ciężkie czasy                    | David Grossman        | Steven Maeda                                      | 6 października 2003  | brak danych | #2,04 |
| W opuszczonym mieszkaniu zostaje znaleziona młoda dziewczyna. Wszystko wskazuje na to, że została pobita na śmierć. Jednak Horatio zauważa, że ofiara żyje. Yelina odkrywa, że dziewczyna była przed laty zgwałcona. Sprawca ubiega się o zwolnienie warunkowe. |                   |                                  |                       |                                                   |                      |             |       |
| 4 (28) | Death Grip        | Dotyk śmierci                    | Deran Sarafian        | Elizabeth Devine                                  | 13 października 2003 | brak danych | #2,03 |
| Zostaje porwana nastolatka. Brała lekcje tenisa. Okazuje się, że dziewczyna uciekła ze swoim starszym o kilka lat ukochanym, jednak ponieważ rodzice sfałszowali jej akt urodzenia i ma ona w rzeczywistości 16, a nie 14 lat, mężczyźnie nie można zarzucić nic pod względem prawnym. W trakcie poszukiwań zaginionej dziewczyny natrafiono na fragmenty ciała nastoletniej latynoski. Ona również uczęszczała na lekcje tenisa. Ekipa Caine’a ustala, że obie sprawy się łączą. |                   |                                  |                       |                                                   |                      |             |       |
| 5 (29) | The Best Defense  | Najlepsza obrona                 | Scott Lautanen        | Shane Brennan                                     | 20 października 2003 | brak danych | #2,05 |
| Dwaj młodzi właściciele klubu nocnego po godzinach przebywali w lokalu, gdy wtargnął zamaskowany napastnik i ich zastrzelił. Tak twierdzi trzeci z obecnych tam mężczyzn, który został postrzelony w dwóch miejscach, ale przeżył i zdołał zawiadomić policję. Ślady odkryte na miejscu zbrodni wskazują, że ofiary przed śmiercią zażywały kokainę. Śledczy znajdują też dowód, że oprócz trójki poszkodowanych był tam ktoś jeszcze. Horatio nie daje za wygraną i nadal podejrzewa, że trzecia, niedoszła ofiara nie jest do końca szczera.                                          |                   |                                  |                       |                                                   |                      |             |       |
| 6 (30) | Hurricane Anthony | Huragan Anthony                  | Joe Chappelle         | Ildy Modrovich, Laurence Walsh                    | 3 listopada 2003     | brak danych | #2,06 |
| Młody mężczyzna i jego żona pragną jak najszybciej ewakuować się przed nadciągającym nad Florydę huraganem Anthony. Niespodziewanie na maskę ich auta spada ciało. Eksperci z CSI ruszają w teren z pomocą; w ogrodzie jednego z domów na przedmieściu Miami Horatio znajduje umierającego człowieka, który spadł z dachu. Caine wątpi, by był to nieszczęśliwy wypadek. Calleigh zwraca uwagę na osobnika, który wynosi ze zrujnowanego domu sprzęt elektroniczny. |                   |                                  |                       |                                                   |                      |             |       |
| 7 (31) | Grand Prix        | Grand Prix                       | David Grossman        | Michael Ostrowski, Steven Maeda                   | 10 listopada 2003    | brak danych | #2,07 |
| Samochodowe wyścigi Grand Prix Miami. Podczas rundy kwalifikacyjnej ginie specjalista od paliwa zespołu „American Spirit”. Mężczyzna został spalony za pomocą metanolu. Horatio ustala, że wąż od wody został celowo zatkany. Dochodzenie pokazuje, że w drużynie „American Spirit” nie wszyscy żyli w zgodzie. |                   |                                  |                       |                                                   |                      |             |       |
| 8 (32) | Big Brother       | Wielki Brat                      | Joe Chappelle         | Ann Donahue, Jonathan Glassner                    | 17 listopada 2003    | brak danych | #2,08 |
| Znaleziono zwłoki maklera; został zabity myśliwskim nożem w swoim biurze. Speed odkrywa na dywanie ślady obcasów, a na biurku butelkę po szampanie. Do Horatia zgłasza się Susi. Została zatrzymana do kontroli, a w jej samochodzie znaleziono amfetaminę. Susi może stracić córkę. |                   |                                  |                       |                                                   |                      |             |       |
| 9 (33) | Bait              | Przynęta                         | Deran Sarafian        | Steven Maeda, Shane Brennan                       | 24 listopada 2003    | brak danych | #2,09 |
| Na oczach przypadkowych świadków w porcie młoda kobieta zostaje zaatakowana przez rekina i umiera. Sekcja zwłok wykazuje, że już wcześniej ktoś chciał strzałem pozbawić ją życia. Na ciele ofiary śledczy zauważają też sprzęt szpiegowski, ale żadna z federalnych agencji wywiadowczych nie przyznaje się do zaginięcia agentki. Trop wiedzie do pewnego biura detektywistycznego, które na zlecenie żon przyłapuje ich mężów na zdradzie. Delko odkrywa, że jednym z mężczyzn, na których zastawiono pułapkę, był jego kolega współpracujący z CSI.                                 |                   |                                  |                       |                                                   |                      |             |       |
| 10 (34) | Extreme           | Ekstremum                        | Karen Gaviola         | Elizabeth Devine, John Haynes                     | 15 grudnia 2003      | brak danych | #2,10 |
| Para kochanków przeżywa szok, gdy obok nich spada z dachu garażu młoda kobieta. Śledczy wykluczają samobójstwo lub napad rabunkowy, a szczególnie zastanawia ich warstwa kurzu, która pokrywa zwłoki. Najprawdopodobniej więc kobieta została porwana, a po śmierci porzucona w publicznym miejscu. A co najdziwniejsze, nikt nie zgłosił zaginięcia ofiary, chociaż jej wygląd sugeruje, że była nie tylko piękna, ale też bogata. Horatio dociera do jej chłopaka, który przyznaje, że lubiła ekstremalne doświadczenia i została uprowadzona na własne życzenie.                     |                   |                                  |                       |                                                   |                      |             |       |
| 11 (35) | Complications     | Komplikacje                      | Scott Lautanen        | Sunil Nayar, Corey Miller                         | 5 stycznia 2004      | brak danych | #2,11 |
| Ulubionym zajęciem pewnego nastolatka jest podglądanie sąsiadów przez teleskop. Dzięki temu odkrywa, że jeden z nich się powiesił. To znany w mieście anestezjolog, który praktykował w klinice piękności. Śledczy od razu ustalają, że to morderstwo upozorowane na samobójstwo. Zabezpieczają też na miejscu zbrodni włos, należący do mężczyzny, którego żona niedawno zmarła podczas rutynowego zabiegu upiększającego. |                   |                                  |                       |                                                   |                      |             |       |
| 12 (36) | Witness to Murder | Świadek morderstwa               | Duane Clark           | Ildy Modrovich, Laurence Walsh, Michael Ostrowski | 12 stycznia 2004     | brak danych | #2,12 |
| Handlarz brylantów spieszył się do klientki, gdy ktoś go zatrzymał na podziemnym parkingu. Mężczyzna został zastrzelony, a jego cenna własność znikła bez śladu. Zajście trwało kilkanaście sekund. Przypadkowym świadkiem zabójstwa był opóźniony w rozwoju mężczyzna, który pamięta cały incydent, ale nie potrafi odróżnić fantazji od rzeczywistości, więc jego zeznania mają ograniczoną wartość. Śledczy muszą polegać przede wszystkim na dowodach z miejsca zbrodni. |                   |                                  |                       |                                                   |                      |             |       |
| 13 (37) | Blood Moon        | Krwawy księżyc                   | Scott Lautanen        | Jonathan Glassner, Marc Dube                      | 2 lutego 2004        | brak danych | #2,13 |
| Wytwórca tradycyjnych kubańskich cygar zostaje brutalnie zamordowany w pracowni. Delko i Horatio odkrywają, że denat był powiązany z organizacją, która pomaga nielegalnym imigrantom z Kuby. Docierają do Mariseli Gonzalez Coto – właśnie w chwili, gdy kobieta z narażeniem życia ratuje kolejną grupę uchodźców, którzy dotarli na amerykański brzeg. Tej samej nocy inny młody mężczyzna zostaje zastrzelony obok bankomatu – jednak motyw rabunkowy nie wchodzi w grę. |                   |                                  |                       |                                                   |                      |             |       |
| 14 (38) | Slow Burn         | Wolny pożar                      | Joe Chappelle         | Shane Brennan, Michael Ostrowski                  | 9 lutego 2004        | brak danych | #2,14 |
| Pożar na bagnach Everglades omal nie powoduje tragicznej śmierci śledczych z CSI Miami, którzy badali ślady w miejscu, gdzie znaleziono ciało zastrzelonego mężczyzny – nagła fala ognia przetoczyła nad ich głowami (w porę zdołali się skryć pod ognioodpornym kocem). Niedaleko od badanego miejsca zbrodni odkryto jeszcze zwłoki wykorzystanej seksualnie młodej kobiety. Zginęła poprzedniej nocy. W toku śledztwa policja dociera do mężczyzny, którą ją podwiózł na bagna. |                   |                                  |                       |                                                   |                      |             |       |
| 15 (39) | Stalkerazzi       | Stalkerazzi                      | Deran Sarafian        | Elizabeth Devine, Steven Maeda                    | 16 lutego 2004       | brak danych | #2,15 |
| Uciekając przed pościgiem, mężczyzna wpada autem na przeszkodę, ale wbrew pozorom nie to było przyczyną jego śmierci. Został uduszony. Na twarzy zabitego śledczy znajdują odcisk dłoni. Dzięki temu docierają do paparazzo, który był na miejscu wypadku, z czysto zawodowych powodów i już po śmierci poszkodowanego. Nasuwa się podejrzenie, że denat zdenerwował kogoś ze świata sławnych i bogatych. |                   |                                  |                       |                                                   |                      |             |       |
| 16 (40) | Invasion          | Inwazja                          | Félix Enríquez Alcalá | Brian Davidson, Jonathan Glassner                 | 23 lutego 2004       | brak danych | #2,16 |
| Były mistrz surfingu i zarazem właściciel dobrze prosperującej firmy Ted Henderson, jego żona Joanne oraz nastoletni syn zostają napadnięci przez dwóch osobników. Kobieta i chłopak wychodzą cało z opresji, natomiast mężczyzna zostaje uprowadzony. Na podstawie ilości jego krwi odkrytej w garażu policja podejrzewa, że Ted już nie żyje. Dzięki najnowszym zdobyczom techniki śledczym udaje się odnaleźć jego grób. Ted kolekcjonował dzieła sztuki i pamiątki sportowe, ale Delko zauważa, że złodzieje nie zabrali najcenniejszych eksponatów.                                |                   |                                  |                       |                                                   |                      |             |       |
| 17 (41) | Money for Nothing | Kasa za nic                      | Karen Gaviola         | Marc Dube                                         | 1 marca 2004         | brak danych | #2,17 |
| W środku dnia w centrum Miami dochodzi do napadu na opancerzony wóz, który przewozi pieniądze z pewnego banku do banku rezerw federalnych. Jeden z dwóch strażników zostaje zastrzelony, ginie także jeden ze złodziei, bo przypadkowo Horatio Caine jest w pobliżu. Skradziono ponad trzy miliony dolarów, ale dzięki specjalnym oznaczeniom banknotów złodziej zostaje zatrzymany z łupem. Wtedy okazuje się, że dolary znalezione przy przestępcy zostały doskonale podrobione. W siedzibie CSI zjawia się agent specjalny FBI, Peter Elliott, z zamiarem przejęcia śledztwa.        |                   |                                  |                       |                                                   |                      |             |       |
| 18 (42) | Wannabe           | Marzyciel                        | Fred Keller           | Elizabeth Devine, Steven Maeda, John Haynes       | 22 marca 2004        | brak danych | #2,18 |
| Brutalne zabójstwo w środku miasta. Ofiarą jest izraelski biznesmen, który zgodził się na tajną współpracę z FBI, by doprowadzić do skazania psychopatycznego mordercy, który czuje się bezkarny. Niestety, zbrodniarz znów może się wymknąć wymiarowi sprawiedliwości, bo na scenę zbrodni wkradł się pewien człowiek, podając się za pracownika CSI, i skradł cenny dowód. Speedle czuje się osobiście odpowiedzialny za ten incydent. Tymczasem Delko i Calleigh poszukują zabójcy młodej kobiety, której ciało zostało odnalezione w kontenerze na śmieci.                          |                   |                                  |                       |                                                   |                      |             |       |
| 19 (43) | Deadline          | Termin                           | Deran Sarafian        | Ildy Modrovich, Laurence Walsh, Sunil Nayar       | 29 marca 2004        | brak danych | #2,19 |
| Josh Dalton – młody i ambitny reporter z „Miami Sun” – zasłynął serią artykułów o przemycie broni na statkach pasażerskich. Teraz znów znajduje się w centrum uwagi. Jest świadkiem zabójstwa kolegi, który został zastrzelony, gdy obaj wybrali się po narkotyki – rzekomo poszukując nowego tematu. Horatio podejrzewa, że dziennikarz kłamie – CSI zna wiele sposobów, by poznać prawdę. Delko odkrywa odcisk palca dilera na miejscu zbrodni. |                   |                                  |                       |                                                   |                      |             |       |
| 20 (44) | The Oath          | Przysięga                        | Duane Clark           | Alison Lea Bingeman                               | 19 kwietnia 2004     | brak danych | #2,20 |
| Na ulicy umiera policjant. Śledztwo potwierdza, że został zamordowany. Horatio jest przekonany, że zginął na służbie i przysięga jego żonie, że odkryje prawdę. Dzięki śladom organicznym zabezpieczonym wewnątrz radiowozu śledczy ustalają listę osób, które jako ostatnie kontaktowały się z zabitym policjantem i dowiadują się, że tej feralnej nocy spotkał się z pewną prostytutką. Yelina przyjmuje zaproszenie na kolację od oficera wydziału wewnętrznego. |                   |                                  |                       |                                                   |                      |             |       |
| 21 (45) | Not Landing       | Bez lądowania                    | Joe Chappelle         | Shane Brennan, Marc Dube, Jonathan Glassner       | 3 maja 2004          | brak danych | #2,21 |
| Awionetka spada wprost na plażę pełną ludzi. Ginie pilot. Wstępne badania potwierdzają, że do katastrofy lotniczej doszło na ziemi, ale mężczyzna zmarł jeszcze w przestworzach. Przy zaworach w samolocie ktoś umieścił materiał wybuchowy. Żona pilota, Wendy, wspomina o sprzeczkach z sąsiadem, bo chociaż na ich ekskluzywnym osiedlu znajduje się prywatne lotnisko, nie wszyscy mieszkańcy pasjonują się lotnictwem. Alexx omal nie traci życia w eksplozji, do której dochodzi podczas badania ciała mężczyzny, który z nieznanych przyczyn zmarł na ulicy.                     |                   |                                  |                       |                                                   |                      |             |       |
| 22 (46) | Rap Sheet         | Raport                           | David Grossman        | Ildy Modrovich, Corey Miller                      | 10 maja 2004         | brak danych | #2,22 |
| Podczas koncertu zostaje zabity ochroniarz gwiazdy rapu. Wszystko wskazuje na to, że zabójca celował do muzyka. Wielu obecnych podczas występu miało powód, by go zabić i nie byłby to pierwszy zamach na jego życie. Mimo to raper odmawia współpracy z policją. Eksperci z CSI zwracają uwagę na inny trop i rozpoczynają śledztwo od drobiazgowego przebadania kulis sceny, skąd padły strzały. Inna sprawa badana przez ekipę CSI to z pozoru zwykły wypadek samochodowy, którego jedna z ofiar okazuje się żywa na stole sekcyjnym, druga zaś zostaje znaleziona po pewnym czasie. |                   |                                  |                       |                                                   |                      |             |       |
| 23 (47) | MIA/NYC NonStop   | Miami – Nowy Jork bez przesiadki | Danny Cannon          | Anthony E. Zuiker, Ann Donahue, Carol Mendelsohn  | 17 maja 2004         | brak danych | #2,23 |
| Biura CSI z Miami i Nowego Jorku łączą siły, by rozwiązać zagadkę brutalnego morderstwa, do którego doszło na Florydzie. Nastolatka po powrocie z imprezy zastaje ciała zamordowanych rodziców. W ślinie zabezpieczonej na miejscu zbrodni Calleigh znajduje dowód, że przestępca dużo czasu spędził w bezpośrednim sąsiedztwie ruin World Trade Center po ataku z 11 września. Speedle, analizując włókno z ciała ofiary, odkrywa, że sprawca przyleciał do Miami samolotem. Wiedzeni tym tropem śledczy szybko ustalają jego nazwisko. Horatio Caine leci do Nowego Jorku.            |                   |                                  |                       |                                                   |                      |             |       |
| 24 (48) | Innocent          | Niewinny                         | Joe Chappelle         | Steven Maeda, Sunil Nayar, John Haynes            | 24 maja 2004         | brak danych | #2,24 |
| Dźwięk telefonu komórkowego przerywa parze kochanków randkę w parku. W pobliżu odkrywają oni zwłoki młodej kobiety. Okazuje się, że ofiarą jest Ashley Anders – była gwiazda filmów porno umieszczanych w Internecie. Alex wyklucza motyw rabunkowy zabójstwa, a także gwałt. Sekcja wskazuje natomiast, z kim ofiara spędziła ostatni wieczór. Yelina i Horatio przesłuchują Davida Jeffersa – pracodawcę Ashley. Tymczasem w laboratorium wybucha pożar. Delko ratuje dowód w sprawie morderstwa. Wydział wewnętrzny podejrzewa go o sabotaż.                                         |                   |                                  |                       |                                                   |                      |             |       |

## Sezon 3 (2004–2005)
Odcinki sezonu 3 były emitowane w innej kolejności niż numery w serii.
| 1 (49) | Lost Son            | Zaginiony syn       | Duane Clark       | Ann Donahue, Elizabeth Devine                    | 20 września 2004     | 5 marca 2005     | #3,01 |
| Na pokładzie jachtu, który uderzył w przęsło mostu, policja odkrywa zwłoki jednego z najbogatszych ludzi w Miami. Okazuje się, że został zastrzelony z małej odległości. Zabity mężczyzna jest ojcem porwanego chłopca i tak dochodzenie w sprawie jego śmierci zmienia się w poszukiwanie uprowadzonego synka. Jego żona zeznaje, że przekazali porywaczom okup – kosztowności warte 3 miliony dolarów. Nie wspomina jednak o swojej przestępczej przeszłości. Ukrywa również fakt, że nie jest matką chłopca, tylko jego macochą. W trakcie poszukiwań chłopca w strzelaninie ginie śledczy Tim Speedle. |                     |                     |                   |                                                  |                      |                  |       |
| 2 (50) | Pro Per             | We własnej osobie   | Karen Gaviola     | John Haynes, Steven Maeda                        | 27 września 2004     | 12 marca 2005    | #3,02 |
| Imprezę w rezydencji projektanta hip-hopowej mody przerywa grad kul z broni maszynowej padający z łodzi przepływającej wzdłuż nabrzeża. Napastnik otwiera ogień do tłumu gości i strzela na oślep. Zabija młodą kobietę, która osieroca dziesięcioletniego synka. Chłopiec pamięta twarz zabójcy, ale Horatio za wszelką cenę chce go chronić i nie dopuścić, by zeznawał jako świadek. Z pomocą straży wybrzeża Delko i detektyw Tripp zatrzymują motorówkę, z której oddano strzały i na jej pokładzie zabezpieczają ślady. |                     |                     |                   |                                                  |                      |                  |       |
| 3 (51) | Under the Influence | Pod wpływem         | Scott Lautanen    | Marc Dube, Corey Miller                          | 4 października 2004  | 19 marca 2005    | #3,04 |
| Młoda kobieta wybiega ze sklepu i wkrótce potem wpada pod nadjeżdżający autobus. Wszystko wskazuje na samobójstwo. Na miejscu zbrodni Horatio poznaje wyjątkowo skrupulatnego policjanta z drogówki, Ryana Wolfe’a, który wykazuje się własną inicjatywą w zbieraniu dowodów. Chce zostać kryminologiem i wkrótce otrzymuje szansę. Ojciec Calleigh, Kenwall „Duke” Duquesne, znów popada w tarapaty z powodu uzależnienia od alkoholu. Niewiele pamięta z tego, co wydarzyło się minionej nocy, ale obawia się, że przejechał kogoś samochodem. Tę sprawę do badania otrzymuje decyzją Horatia Caine’a właśnie Ryan Wolfe... |                     |                     |                   |                                                  |                      |                  |       |
| 4 (52) | Murder in a Flash   | Morderstwo w tłumie | Fred Keller       | Anne McGrail, Sunil Nayar                        | 11 października 2004 | 26 marca 2005    | #3,03 |
| Na polu golfowym w Miami niespodziewanie zjawia się setka młodych ludzi i zasypuje świadków piłeczkami. Gdy kurz opada, ukazuje się ciało martwego nastolatka. Śledczych zastanawia, czy ten flash mob miał ściągnąć policję na miejsce zbrodni, czy raczej zniszczyć ewentualne dowody. Tytanowa wstawka w kolanie pozwala szybko ustalić personalia denata. O wiele trudniej przychodzi śledczym odkrycie, kto zwołał jego rówieśników na tę akcję i jakie kierowały nim motywy. Calleigh i Delko zbierają dane z telefonów komórkowych koleżanek i kolegów zmarłego. |                     |                     |                   |                                                  |                      |                  |       |
| 5 (53) | Legal               | Legalnie            | Duane Clark       | Michael Ostrowski, Ildy Modrovich                | 18 października 2004 | 2 kwietnia 2005  | #3,05 |
| W jednym z klubów Miami zostaje zamordowana niespełna dwudziestoletnia dziewczyna. Jej ciało odkryto w łazience, a morderstwo może mieć podtekst erotyczny. W ustaleniu tożsamości ofiary pomaga mikrochip z zakodowanym numerem karty kredytowej, umieszczony w jej ciele jako implant. Calleigh zabezpiecza na jej ustach wyjątkowo kruchy dowód, który może doprowadzić śledczych do sprawcy zbrodni. Cennym odkryciem okazuje się też fakt, że dziewczyna jako wolontariuszka pomagała policji w rozpracowaniu miejsc, gdzie nielegalnie sprzedawano alkohol nieletnim. |                     |                     |                   |                                                  |                      |                  |       |
| 6 (54) | Hell Night          | Piekielna noc       | Scott Lautanen    | Steven Maeda, Corey Miller                       | 25 października 2004 | 9 kwietnia 2005  | #3,06 |
| Rok wcześniej żona znanego bejsbolisty została zakłuta nożem w swoim domu. O morderstwo oskarżono jej niezbyt wiernego męża, który bez wątpienia sprzątał wszelkie ślady z miejsca zbrodni. Przysięgli, rozstrzygający obecnie sprawę, oraz oskarżony wraz z obrońcą wizytują dom – miejsce zbrodni sprzed roku. Po tym jak uwaga prawie wszystkich skupia się na jednej z przysięgłych, która dostała ataku padaczki, oskarżony zostaje znaleziony w innym pomieszczeniu martwy z tasakiem w głowie i przyczepioną do ciała kartką „winny”. Horatio dostaje telefon od Yeliny, że jego bratanek zniknął. Okazuje się, że wpadł w nieodpowiednie towarzystwo... |                     |                     |                   |                                                  |                      |                  |       |
| 7 (55) | Crime Wave          | Fala zbrodni        | Karen Gaviola     | Elizabeth Devine                                 | 8 listopada 2004     | 16 kwietnia 2005 | #3,07 |
| Do wybrzeży Florydy zbliża się tsunami. Mieszkańcy zagrożonych terenów usiłują jak najszybciej wyjechać lub robią zakupy, by przetrwać kataklizm. W trakcie ewakuacji mieszkańców na parkingu przed supermarketem policja natrafia na zwłoki mężczyzny. W bagażniku jego samochodu odkryto wiele broni różnego kalibru. Agenci z CSI zastanawiają się, czy denat planował atak i czy działał sam. Jedynym śladem jest jego lista zakupów. |                     |                     |                   |                                                  |                      |                  |       |
| 8 (56) | Speed Kills         | Prędkość zabija     | Fred Keller       | Sunil Nayar, Marc Dube                           | 15 listopada 2004    | 23 kwietnia 2005 | #3,08 |
| Ciało Richarda Lakena zostało znalezione w pobliżu klubu nocnego w South Beach obok auta, które nosi ślady zbrodni w afekcie. Śledczy nie znaleźli narzędzia, którym zadano śmiertelny cios, ale dowiedzieli się, że mężczyzna wcześniej brał udział w „szybkiej randce”. Richard odbył piętnaście takich spotkań. Tripp i Delko sprawdzają, która z jego rozmówczyń była aż tak nieszczęśliwa, by zniszczyć karoserię jego samochodu. Horatio zastanawia się, co jeszcze minionej nocy wydarzyło się w klubie, a mogło mieć związek z morderstwem. |                     |                     |                   |                                                  |                      |                  |       |
| 9 (57) | Pirated             | Piraci              | Duane Clark       | Michael Ostrowski, Steven Maeda                  | 22 listopada 2004    | 30 kwietnia 2005 | #3,09 |
| Para nurków podczas podróży poślubnej odkrywa w oceanie ciała pięciu mężczyzn, którzy utonęli związani w szeregu. Alexx podczas sekcji zauważa na zwłokach jednej z ofiar odcisk łuski tuńczyka błękitnopłetwego. Połów tej ryby jest zabroniony, co potwierdzałoby, że wymordowano załogę kutra, i tłumaczyłoby, czemu nikt nie zgłosił zaginięcia jednostki. Posługując się najnowszym sprzętem nawigacyjnym, Delko rozpoczyna poszukiwania jeszcze jednego topielca. Jednostki Straży Wybrzeża odnajdują na morzu trójkę rozbitków dryfujących na tratwie ratunkowej. |                     |                     |                   |                                                  |                      |                  |       |
| 10 (58) | After the Fall      | Upadek              | Scott Lautanen    | Ildy Modrovich, Marc Dube, John Haynes           | 29 listopada 2004    | 7 maja 2005      | #3,10 |
| Zginął młody mężczyzna. Obrażenia na jego ciele sugerują, że ktoś spadł na niego z dużej wysokości. Dzięki innym znalezionym śladom Horatio ustala, z którego balkonu skoczył lub spadł zabójca. Właściciel tego mieszkania twierdzi, że zginął pierścionek wartości stu tysięcy dolarów. Gdy wkrótce potem Ryan i Eric przyłapują go na próbie jego sprzedaży, Horatio postanawia bliżej się mu przyjrzeć. Okazuje się, że Edward Mathis był podwładnym sędziego, który rozpatrywał dwie głośne sprawy. |                     |                     |                   |                                                  |                      |                  |       |
| 11 (59) | Addiction           | Uzależnienie        | Steven DePaul     | Charles Holland                                  | 13 grudnia 2004      | 14 maja 2005     | #3,11 |
| Kay i Morgan Colemanowie opuszczają elegancką restaurację, gdzie świętowali kolejną rocznicę ślubu. W chwilę później do ich auta wdziera się porywacz. Policja odnajduje uprowadzony samochód pod mostem. Mąż został ogłuszony i niczego nie pamięta. Żona zginęła od strzału z bliska. Dzięki badaniu DNA dowodów znalezionych przez śledczych na miejscu zbrodni policja namierza porywacza. |                     |                     |                   |                                                  |                      |                  |       |
| 12 (60) | Shootout            | Strzelanina         | Norberto Barba    | Corey Miller, Sunil Nayar                        | 3 stycznia 2005      | 21 maja 2005     | #3,12 |
| Na ostrym dyżurze szpitala w Miami wybucha strzelanina. W wyniku gangsterskich porachunków dwie osoby giną, a cztery zostają ranne. Wszystko to działo się po telefonie sanitariusza, który powiadomił kolegów, że rywal trafił do szpitala. Gdy Horatio i Tripp usiłują zapobiec wybuchowi prawdziwej wojny gangów, trafiają na kolejną zagadkę kryminalną. Calleigh i Delko, sprawdzając tory pocisków, odkrywają, że był jeszcze jeden strzelec. Uciekał z miejsca zbrodni tak szybko, że samochód, którym odjechał, zgubił coś po uderzeniu w krawężnik. |                     |                     |                   |                                                  |                      |                  |       |
| 13 (61) | Cop Killer          | Zabójca glin        | Jonathan Glassner | Steven Maeda, Krystal Houghton                   | 17 stycznia 2005     | 28 maja 2005     | #3,13 |
| Podczas rutynowej kontroli drogowej samochodu ginie policjant. W patrolu towarzyszył mu cywil, który najprawdopodobniej uciekł. Zniknęła też policyjna broń, ale złodziej zostawił odcisk buta. Policjant zdążył przed śmiercią zgłosić numery rejestracyjne kontrolowanego wozu, ale okazują się fałszywe. Mimo to Calleigh ustala markę auta i poszukiwany samochód szybko zostaje zatrzymany. Za jego kierownicą policjanci zastają nastolatkę. Jej zeznania wydają się śledczym mało przekonujące. |                     |                     |                   |                                                  |                      |                  |       |
| 14 (62) | One Night Stand     | Na jedną noc        | Greg Yaitanes     | Michael Ostrowski, John Haynes                   | 7 lutego 2005        | 4 czerwca 2005   | #3,14 |
| Boy hotelowy dostarcza bagaż do pokoju i wkrótce potem ginie. W jednej z walizek, którą dostarczył, śledczy odkrywają arkusze papieru ze znakiem wodnym oraz kosmyk włosów. Jeden z turystów zgłasza zaginięcie żony. Wkrótce jej ciało zostaje odkryte w windzie. Okazuje się, że kobieta zmarła w wyniku reakcji alergicznej. W związku z pierwszą sprawą z Waszyngtonu przylatuje agent FBI Elliott prowadzący sprawę napadu na ciężarówkę przewożącą papier z mennicy. Podczas tego napadu zniknęła równowartość kilku milionów dolarów. |                     |                     |                   |                                                  |                      |                  |       |
| 15 (63) | Identity            | Tożsamość           | Gloria Muzio      | Ann Donahue, Ildy Modrovich                      | 14 lutego 2005       | 11 czerwca 2005  | #3,15 |
| Pracownik ochrony odkrywa zwłoki młodej kobiety. Alexx zastanawia, skąd na jej ciele tak ogromna ilość śluzu i zagadkowe regularne rany kłute. Analiza prowadzi do wniosku, że śluz pochodzi od dużego węża, a rany to jego ukąszenia. W pobliżu miejsca zbrodni Eric i detektyw Tripp odnajdują martwego gada-zabójcę. Szukając odpowiedzi na pytanie, skąd gad znalazł się w Miami, Horatio Caine trafia na Clavo Cruza. Sprawa skradzionej torebki okazuje się o wiele poważniejsza, niż Ryan mógł przypuszczać. Kobieta, która zgłosiła się po jej odbiór, prawdopodobnie wcześniej dopuściła się kradzieży tożsamości. |                     |                     |                   |                                                  |                      |                  |       |
| 16 (64) | Nothing to Lose     | Nic do stracenia    | Karen Gaviola     | Elizabeth Devine, Marc Dube                      | 21 lutego 2005       | 18 czerwca 2005  | #3,16 |
| Odcinek został podzielony na dwie części. Cz. 1 Ekipa CSI zostaje wezwana na bagna Everglades, gdzie miejscowy strażnik dzikiej przyrody zauważył ciało młodego mężczyzny w paszczy aligatora. Pobieżna sekcja zwłok potwierdza, że zginął on od postrzału śrutem. Nie ma jednak czasu na dokładniejsze przebadanie miejsca zbrodni, gdyż pożar, który wybuchł na bagnach, wymyka się strażakom spod kontroli. Sytuację ma rozładować skierowanie do walki z żywiołem grupy więźniów, ale ich pojawienie się tylko wznieca konflikty. Wkrótce jeden z kryminalistów, Rico Garza, zostaje znaleziony martwy. Cz. 2 Calleigh krok po kroku dociera do prawdy o tym, jak zginął student college’u z Miami. Caine i Tripp odkrywają, że w sprawę drugiego morderstwa na bagnach Everglades zamieszany jest hollywoodzki gwiazdor, Ty Radcliffe. W jego rezydencji Alexx i Delko odkrywają sekretny pokój, który potwierdza podejrzenia o molestowanie nieletnich. To odkrycie robi szczególnie wstrząsające wrażenie na kobiecie. Alexx nie zauważa, kiedy do jej samochodu przedostaje się kryminalista, którego ścigają Caine i Tripp. |                     |                     |                   |                                                  |                      |                  |       |
| 17 (65) | Money Plane         | Samolot             | Scott Lautanen    | Sunil Nayar, Steven Maeda                        | 7 marca 2005         | 25 czerwca 2005  | #3,17 |
| W pobliżu rezydencji, gdzie trwa przyjęcie, rozbił się mały samolot transportowy. Z wraku Horatio wyciąga rannego pilota, który pamięta tylko zielony błysk, po którym stracił kontrolę nad sterami. Nie zważając na to, że trwa śledztwo, właściciel firmy transportowej usiłuje zabrać z miejsca katastrofy worki, którymi przewożone były czeki warte ponad miliard dolarów. Wkrótce okazuje się, że w samolocie znajdowały się jeszcze zwłoki młodej kobiety z jednej z najbogatszych rodzin w mieście, której matka nie zgadza się na sekcję zwłok. |                     |                     |                   |                                                  |                      |                  |       |
| 18 (66) | Game Over           | Koniec gry          | Jonathan Glassner | Michael Ostrowski, Corey Miller                  | 21 marca 2005        | 2 lipca 2005     | #3,18 |
| W przewożony lądem jacht wpada na skrzyżowaniu rozpędzony samochód z martwym kierowcą w środku. Kolizja okazuje się próbą zatuszowania morderstwa, ofiara bowiem nie żyje od kilku godzin. Alexx zastanawiają liczne blizny na ciele denata, a najbardziej brak prawej stopy. Wyjaśniając, jakim cudem nieboszczyk nacisnął pedał gazu, Ryan i Calleigh odkrywają, że Jake Sullivan pracował w firmie produkującej gry wideo i testował ich najnowsze produkty. |                     |                     |                   |                                                  |                      |                  |       |
| 19 (67) | Sex & Taxes         | Seks i podatki      | Scott Shiffman    | Ildy Modrovich, Brian Davidson                   | 11 kwietnia 2005     | 9 lipca 2005     | #3,19 |
| Od strzału w głowę ginie młody mężczyzna, który próbował ukraść jacht – jak twierdzi właściciel. Horatio zastanawia się, po co była mu kłódka. Okazuje się, że mógł być on funkcjonariuszem rządowym, rekwirującym łódź na poczet niespłaconych długów. Nurkując w kanale portowym, Delko znajduje dowód rozwiązujący zagadkę. Wkrótce potem kolejny agent zostaje znaleziony martwy. Również został zastrzelony, ale ktoś go od jakiegoś czasu podtruwał. Kształt kropli krwi na miejscu zbrodni sugeruje, że ktoś zabrał także coś cennego z jego samochodu. |                     |                     |                   |                                                  |                      |                  |       |
| 20 (68) | Killer Date         | Zabójcza randka     | Karen Gaviola     | Elizabeth Devine, John Haynes                    | 18 kwietnia 2005     | 16 lipca 2005    | #3,20 |
| W nocy zginęła młoda kobieta. Została uduszona poduszką. Nie ma żadnych świadków. Rano Eric orientuje się, że poprzedniej nocy, podczas randki na parkingu z nieznajomą dziewczyną, zgubił swoją służbową odznakę. Zastanawia się, czy została skradziona, bo niedługo potem ktoś podaje się za policjanta i zabija handlarza narkotyków. W pobliżu miejsca strzelaniny Horatio spostrzega mężczyznę skazanego na dożywocie za zabójstwo jego brata. |                     |                     |                   |                                                  |                      |                  |       |
| 21 (69) | Recoil              | Odrzut              | Joe Chappelle     | Steven Maeda, Marc Dube                          | 2 maja 2005          | 23 lipca 2005    | #3,21 |
| Cheri Lyle przekonuje Calleigh do swoich racji. Brad stanowczo odpiera zarzut molestowania. Mężczyzna obawia się, że sędzia przychyli się do wersji byłej żony. Badania DNA ujawniają, że Brad nie jest biologicznym ojcem dziewczynki. Horatio zaczyna podejrzewać, jakie prawdziwe motywy kierują parą skłóconych rodziców. Eric i Alexx rozpoczynają śledztwo w nowej sprawie, która początkowo wygląda na samobójstwo. Badania DNA przynoszą zaskakujące rezultaty. Obie sprawy łączą się. |                     |                     |                   |                                                  |                      |                  |       |
| 22 (70) | Vengeance           | Zemsta              | Norberto Barba    | Corey Miller, Sunil Nayar                        | 9 maja 2005          | 30 lipca 2005    | #3,22 |
| Na spotkaniu absolwentów zostaje zamordowany były gwiazdor szkolnej drużyny futbolowej. Ciało zostaje znalezione w toalecie. Przyczyną śmierci było uderzenie w głowę butelką szampana. Główną podejrzaną staje się żona zmarłego, która po raz kolejny przyłapała męża na zdradzie. Horatio zostaje wezwany do morderstwa policjanta, który pracował pod przykryciem, podobnie jak jego brat, Raymond. Eric odkrywa, że ktoś ich uprzedził i dokonał oględzin miejsca zbrodni bardzo skrupulatnie. |                     |                     |                   |                                                  |                      |                  |       |
| 23 (71) | Whacked             | Nieścisłość         | Scott Lautanen    | Ann Donahue, Elizabeth Devine, Ildy Modrovich    | 16 maja 2005         | 6 sierpnia 2005  | #3,23 |
| Seryjny morderca o pseudonimie Siekiera znów dostał odroczenie wykonania wyroku śmierci. Jego obrońca podważył wyniki badań DNA, które przed laty doprowadziły do skazania przestępcy. Matka jednej z jego ofiar nie ma siły znów przechodzić przez proces. Horatio Caine obiecuje jej, że do tego nie dopuści. Caine bada przypadki różnych aktów przemocy, które miały miejsce na Florydzie od czasu aresztowania psychopaty. W domu na plaży znów doszło do tragedii. Ktoś zaatakował młode małżeństwo i tylko kobiecie udało się cudem przeżyć. |                     |                     |                   |                                                  |                      |                  |       |
| 24 (72) | 10-7                | Awaria              | Joe Chappelle     | Ann Donahue, Elizabeth Devine, Michael Ostrowski | 23 maja 2005         | 13 sierpnia 2005 | #3,24 |
| W jednym z nielegalnych klubów nocnych dochodzi do eksplozji. Na miejsce zostają wezwani kryminalistycy z CSI. Horatio znajduje miejsce detonacji. Ryan potwierdza, że była ona przypadkowa, spowodowana przez głośną muzykę, która uruchomiła włącznik rtęciowy. Konstruktor bomby nie zdążył go wyłączyć, gdyż został ugodzony nożem. Na narzędziu zbrodni Horatio znajduje odcisk palca brata, który przed kilku laty zginął na służbie. Calleigh przeżywa szok, gdy na miejscu zbrodni ktoś przystawia jej do głowy broń. |                     |                     |                   |                                                  |                      |                  |       |

## Sezon 4 (2005–2006)
| 1 (73) | From the Grave           | Zza grobu           | Karen Gaviola       | Ann Donahue, Elizabeth Devine                     | 19 września 2005     | 9 czerwca 2006       | #4,01 |
| Na cmentarzu zostaje zastrzelony gangster będący na przepustce udzielonej mu na pogrzeb matki. Detektywi ustalają tożsamość mordercy, któremu udało się uciec. Jego poszukiwania wiodą do domu dobrze sytuowanego przedsiębiorcy, którego będąca w ciąży pomoc domowa została zgwałcona... Do zespołu kryminalistyków dołącza ekspertka w dziedzinie badań DNA, Natalia Boa Vista. |                          |                     |                     |                                                   |                      |                      |       |
| 2 (74) | Blood in the Water       | Krew w wodzie       | Duane Clark         | Dean Widenmann, Sunil Nayar                       | 26 września 2005     | 16 czerwca 2006      | #4,02 |
| Płonący jacht otaczają rekiny. W obawie przed śmiercią w płomieniach do wody skacze młoda kobieta i niknie pod wodą. Brat idzie jej na ratunek... Śledczy starają się rozwikłać jaki był przebieg tragicznego wydarzenia. Podejrzewają, że niemal każdy z członków rodziny coś ukrywa. Poszukiwania zaginionego ciała brata prowadzą do znalezienia pod wodą innych zwłok. |                          |                     |                     |                                                   |                      |                      |       |
| 3 (75) | Prey                     | Ofiara              | Scott Lautanen      | Corey Miller, Barry O’Brien                       | 3 października 2005  | 23 czerwca 2006      | #4,03 |
| Osiemnastoletnia Sara Jennings zaginęła podczas szkolnej wycieczki w Miami. Ekipa CSI prowadzi poszukiwania, próbując odtworzyć związane z nastolatką wydarzenia feralnej nocy... |                          |                     |                     |                                                   |                      |                      |       |
| 4 (76) | 48 Hours to Life”        | 48 godzin           | Norberto Barba      | John Haynes, Marc Dube                            | 10 października 2005 | 30 czerwca 2006      | #4,04 |
| Tobey, ujęty przez policję w zakrwawionym ubraniu, w pisemnym zeznaniu przyznaje się do popełnienia morderstwa. Jednak detektyw Horatio Caine nie wierzy w jego winę. W więzieniu Tobey zabija współwięźnia. Choć nie podaje powodów, dochodzenie CSI wykazuje, że zabił w obronie własnej. |                          |                     |                     |                                                   |                      |                      |       |
| 5 (77) | Three-Way                | Trzy drogi          | Jonathan Glassner   | Marc Guggenheim, Ildy Modrovich                   | 17 października 2005 | 7 lipca 2006         | #4,05 |
| Zostaje zamordowany pracownik hotelu. Podejrzane są trzy gospodynie domowe spod Miami, które miały spędzić tu weekend w swoim towarzystwie. Calleigh, Delko i Ryan zbierają dowody, które dodatkowo komplikują śledztwo, zamiast rzecz rozjaśniać. Horatio Caine pozwala pracować podwładnym bez własnej pomocy. |                          |                     |                     |                                                   |                      |                      |       |
| 6 (78) | Under Suspicion          | Podejrzenie         | Sam Hill            | Sunil Nayar, Barry O’Brien                        | 24 października 2005 | 14 lipca 2006        | #4,06 |
| Samochód z dwiema nastolatkami wpada do wody. Podczas akcji ratunkowej zostają znalezione zwłoki kobiety nie związanej z wypadkiem. Ofiarą jest Rachel Turner, znajoma Horatio Caine’a. Wstępne śledztwo pozwala ustalić, że ofiara przed śmiercią spotkała się z kimś u siebie w domu. Ślady pozostawione na miejscu spotkania wskazują na Horatio Caine’a. Tym samym staje się on głównym podejrzanym. |                          |                     |                     |                                                   |                      |                      |       |
| 7 (79) | Felony Flight            | Zbrodniczy lot      | Scott Lautanen      | Elizabeth Devine, Anthony E. Zuiker, Ann Donahue  | 7 listopada 2005     | 21 lipca 2006        | #4,07 |
| Skazany seryjny morderca Henry Darius ucieka po dokonanym z jego inicjatywy sabotażu w samolocie transportującym go z Nowego Jorku do Miami. Na drodze ucieczki zabija stających mu na przeszkodzie niewinnych ludzi. Porywa też pewną studentkę... W więzieniu Darius nawiązał korespondencyjny kontakt z bogatą Joann Nivens, która obiecała mu pomoc. |                          |                     |                     |                                                   |                      |                      |       |
| 8 (80) | Nailed                   | Przyłapana          | Karen Gaviola       | Corey Miller, Barry O’Brien                       | 14 listopada 2005    | 28 lipca 2006        | #4,08 |
| Brenda Hall zostaje znaleziona martwa w domu swojego eksmęża, Gary’ego. Alexx ustala, że kobieta została postrzelona z uszkodzonej gwoździarki. Calleigh jest wściekła, kiedy Eric po raz kolejny nie odbiera wezwania. Detektywi ustalają, że były mąż ofiary i jego narzeczona mieli motyw, żeby zabić Brendę, gdyż przez ostatnie tygodnie ciągle ich nękała. Delko odbiera wezwanie z miejsca zbrodni od rannego policjanta. Okazuje się, że to Ryan, którego ktoś postrzelił z gwoździarki w okolice oka. |                          |                     |                     |                                                   |                      |                      |       |
| 9 (81) | Urban Hellraisers        | Gry miejskie        | Matt Earl Beesley   | Dean Widenmann, Marc Guggenheim                   | 21 listopada 2005    | 4 sierpnia 2006      | #4,09 |
| Trzech zamaskowanych napastników napada na bank. Kradną stosunkowo niewielką sumę pieniędzy i uprowadzają dyrektora. Jednego z nich wkrótce udaje się zatrzymać, a na jaw wychodzi fakt, że cały rabunek jest odwzorowaniem fabuły pewnej gry komputerowej. |                          |                     |                     |                                                   |                      |                      |       |
| 10 (82) | Shattered                | Wstrząs             | Scott Lautanen      | Ildy Modrovich                                    | 28 listopada 2005    | 11 sierpnia 2006     | #4,10 |
| Calleigh i Ryan uczestniczą w śledztwie dotyczącym zabójstwa handlarza narkotyków, Jaya Fishera. Wpadają na trop łowcy nagród. Ubocznym skutkiem tego śledztwa jest dochodzenie wszczęte przez wydział wewnętrzny w sprawie zażywania marihuany przez Erica Delko. |                          |                     |                     |                                                   |                      |                      |       |
| 11 (83) | Payback                  | Zapłata             | Sam Hill            | Marc Dube, Ildy Modrovich, Marc Guggenheim        | 19 grudnia 2005      | 18 sierpnia 2006     | #4,11 |
| Brian Lexington skazany przed laty za gwałt zostaje oczyszczony z zarzutów, dzięki nowym technikom badań DNA, i wychodzi na wolność. CSI po latach szuka rzeczywistego gwałciciela. Calleigh i Wolfe ponownie badają zgromadzone w sprawie dowody. Alexx i Eric badają sprawę chirurga, którego pacjentka zmarła wskutek wstrząsu toksycznego po usunięciu wyrostka robaczkowego. |                          |                     |                     |                                                   |                      |                      |       |
| 12 (84) | The Score                | Podryw              | Jonathan Glassner   | Barry O’Brien                                     | 9 stycznia 2006      | 25 sierpnia 2006     | #4,12 |
| Wayne jest właścicielem klubu, w którym nieśmiali mężczyźni praktykują uwodzenie kobiet. Manning w jednym z pokoi znajduje ukryte w szafie zwłoki Sandersa. Tymczasem aresztowana zostaje w czasie zakupu narkotyków siostra Erica Delko. Na pomoc wzywa Horatia Caine’a. |                          |                     |                     |                                                   |                      |                      |       |
| 13 (85) | Silencer                 | Tłumik              | Ernest R. Dickerson | Sunil Nayar                                       | 23 stycznia 2006     | 1 września 2006      | #4,13 |
| Claire tańczy sambę; przyłącza się do niej Jose. Nagle ktoś do nich strzela. Horatio zauważa na piersi zabitego znajomy tatuaż organizacji nikaraguańskich gangsterów. Wydaje się, że mężczyzna był głównym celem zamachu, a kobieta zginęła przez przypadek... |                          |                     |                     |                                                   |                      |                      |       |
| 14 (86) | Fade Out                 | Ściemnienie         | Scott Lautanen      | Corey Miller                                      | 30 stycznia 2006     | 8 września 2006      | #4,14 |
| Sienna i Leo dokonują napadu. Na otwierającym się moście zwodzonym dopada ich policja. Kobieta rozrzuca skradzione pieniądze. Otwarty most ukazuje ofiarę innego przestępstwa... Ryan ma cały czas kłopoty ze wzrokiem. |                          |                     |                     |                                                   |                      |                      |       |
| 15 (87) | Skeletons                | Szkielety           | Karen Gaviola       | John Haynes, Elizabeth Devine                     | 6 lutego 2006        | 15 września 2006     | #4,15 |
| Cooper i Delko oglądają mecz siatkówki plażowej kobiet. Jedna z zawodniczek natyka się na ludzką rękę tuż pod powierzchnią boiska. Delko wzywa ekipę CSI do zakopanych zwłok. Alex ogląda miejsce zbrodni... |                          |                     |                     |                                                   |                      |                      |       |
| 16 (88) | Deviant                  | Zboczeniec          | Scott Lautanen      | Krystal Houghton                                  | 27 lutego 2006       | 22 września 2006     | #4,16 |
| Agenci badają sprawę śmierci mężczyzny karanego w przeszłości za pedofilię. Jego ciało z raną kłutą znaleziono w parku w pobliżu jego miejsca zamieszkania. Alexx otrzymuje od przełożonego obietnicę awansu; warunkiem jest opuszczenie przez nią dziennej zmiany, którą kieruje Horatio Caine... |                          |                     |                     |                                                   |                      |                      |       |
| 17 (89) | Collision                | Kolizja             | Sam Hill            | Dean Widenmann                                    | 6 marca 2006         | 29 września 2006     | #4,17 |
| W wypadku samochodowym ginie kobieta. Tak przynajmniej wydaje się w pierwszej chwili; dochodzenie wykazuje, że sam wypadek przeżyła i już po nim została zamordowana. Poza tym w bagażniku jej samochodu schowane jest ciało mężczyzny... Ponadto detektywi znajdują w samochodzie drogocenny brylant, który wiedzie ich do pewnego sklepu jubilerskiego... |                          |                     |                     |                                                   |                      |                      |       |
| 18 (90) | Double Jeopardy          | Podwójne zagrożenie | Scott Lautanen      | Brian Davidson                                    | 13 marca 2006        | 6 października 2006  | #4,18 |
| Agenci badają sprawę tajemniczego zniknięcia Melissy Rowe. Jej mąż zostaje oczyszczony z zarzutów, ale Caine jest przekonany o jego winie. Tuż po procesie, który miał charakter poszlakowy, ciało Melissy zostaje przypadkiem wyłowione. Jednak tzw. podwójne zagrożenie powoduje, że jej mąż nie może być sądzony drugi raz pod tym samym zarzutem. Śledczy jednak zaczynają podejrzewać go o inne morderstwo...                                                                                             |                          |                     |                     |                                                   |                      |                      |       |
| 19 (91) | Driven                   | Jazda               | Eagle Egilsson      | Ildy Modrovich                                    | 20 marca 2006        | 13 października 2006 | #4,19 |
| Horatio i jego zespół badają sprawę napadu na zamożne kuracjuszki dokonanego w luksusowym spa. Wśród nich jest Marisol, siostra Erica, której Horatio próbuje zapewnić ochronę. Ekipa śledcza idzie tropem trzech skradzionych luksusowych samochodów. |                          |                     |                     |                                                   |                      |                      |       |
| 20 (92) | Free Fall                | Siła ciążenia       | Scott Lautanen      | Marc Dube                                         | 10 kwietnia 2006     | 20 października 2006 | #4,20 |
| W starym, zamkniętym, przeznaczonym do remontu hotelu dwóch nastolatków znajduje dwóch postrzelonych mężczyzn, z których jeden nie żyje, a drugi jest w ciężkim stanie. Śledztwo wykazuje, że brali oni udział w praniu brudnych pieniędzy. Ekipa CSI chce się dowiedzieć, jaki jest związek między postrzelonymi mężczyznami a dwojgiem właśnie wypuszczonych za kaucją z aresztu młodych przestępców... |                          |                     |                     |                                                   |                      |                      |       |
| 21 (93) | Dead Air                 | Martwa cisza        | Sam Hill            | John Haynes                                       | 24 kwietnia 2006     | 27 października 2006 | #4,21 |
| Jakaś kobieta dodzwoniła się omyłkowo na pewien numer telefonu komórkowego z wezwaniem pomocy i informacją, że została porwana. Właścicielka telefonu zawiadamia policję. CSI zaczyna śledztwo od ustalenia właściwego numeru... |                          |                     |                     |                                                   |                      |                      |       |
| 22 (94) | Open Water               | Otwarte wody        | Scott Lautanen      | Marc Dube, Ildy Modrovich                         | 1 maja 2006          | 3 listopada 2006     | #4,22 |
| Za burtę statku do wody pełnej rekinów wypada mężczyzna. Pomoc dociera zbyt późno. Caine uważa, że akcja ratunkowa nie była prawidłowa. Drobiazgowe śledztwo wykazuje, że na statku popełniono dwa morderstwa. |                          |                     |                     |                                                   |                      |                      |       |
| 23 (95) | Shock (Part 1)           | Szok                | Karen Gaviola       | Brian Davidson, Corey Miller                      | 8 maja 2006          | 10 listopada 2006    | #4,23 |
| Lokalna gwiazda telewizyjnych show Nikki Beck zostaje porażona prądem w wannie podczas zorganizowanego przez nią samą przyjęcia. Na liście podejrzanych jest wielu z jej gości, m.in. jej rywalka-celebrytka, jej chłopak, muzyk oraz jej asystentka. Delko dowiaduje się o matrymonialnych planach Horatia i Marisol i ma co do nich mieszane uczucia. |                          |                     |                     |                                                   |                      |                      |       |
| 24 (96) | Rampage” (Part 2)        | Szał                | Duane Clark         | Ann Donahue, Sunil Nayar                          | 15 maja 2006         | 17 listopada 2006    | #4,24 |
| Horatio i Marisol są po ślubie. Podczas procesu gangu Mala Noche jeden ze świadków – zeznający rzekomo przeciwko gangowi – pomaga zbiec oskarżonemu i sam także ucieka. Proces zostaje przerwany. Była dziewczyna Erica prześladuje kobiety w jakiś sposób z nim związane. Marisol zostaje ciężko ranna wskutek strzału snajpera. |                          |                     |                     |                                                   |                      |                      |       |
| 25 (97) | One of Our Own” (Part 3) | Jeden z nas         | Matt Earl Beesley   | Barry O’Brien, Krystal Houghton, Elizabeth Devine | 22 maja 2006         | 24 listopada 2006    | #4,25 |
| Horatio i oddział specjalny wkraczają do rezydencji Riaza. Natrafiają tam na ciała członków gangu Mala Noche. W budynku wybucha bomba. Ginie policjant. W laboratoriach CSI pojawiają się agenci FBI. Prowadzą dochodzenie w sprawie zaginięcia ze zgromadzonych dowodów kilkunastu tysięcy dolarów. |                          |                     |                     |                                                   |                      |                      |       |

## Sezon 5 (2006–2007)
W Polsce premierowe odcinki sezon 5 CSI Kryminalne zagadki Miami były emitowane od 8 marca 2007 roku na kanale AXN
| 1 (98) | Rio” (Part 4)           | Rio                    | Joe Chappelle     | Sunil Nayar                      | 18 września 2006     | 8 marca 2007     | #5,01 |
| Horatio i Delko przybywają do Rio de Janeiro. Chcą przejąć Antonio Riaza, zleceniodawcę morderstwa Marisol. Riaz, ujęty wcześniej na terenie USA, poszedł na współpracę ze służbami specjalnymi tego kraju i dzięki temu został przekazany władzom Brazylii, co w praktyce oznaczało jego uwolnienie. W Brazylii Horatio spotyka się z Yelindą i dowiaduje się, że jego brat prawdopodobnie ma kontakt z Riazem... Tymczasem ekipa CSI, pod tymczasowym kierownictwem Calleigh prowadzi śledztwo w sprawie pobicia na śmierć pewnej kobiety. Niedoświadczenie Natalii w pracy w terenie jest przyczyną problemów... |                         |                        |                   |                                  |                      |                  |       |
| 2 (99) | Going Under             | Schowany               | Matt Earl Beesley | Marc Dube, John Haynes           | 25 września 2006     | 15 marca 2007    | #5,04 |
| Zabity motocyklista okazuje się agentem, który rozpracowywał gang przemytników broni. Dowody przepadają, gdy auto Calleigh zostaje zepchnięte z szosy do wody. Poszukiwania sprawcy tego incydentu zaczynają się od zbadania śladów pozostawionych przez samochód agresora. W grupie gangsterów będącej przedmiotem śledztwa Calleigh spotyka swojego znajomego z przeszłości. |                         |                        |                   |                                  |                      |                  |       |
| 3 (100) | Death Pool 100          | Basen śmierci          | Sam Hill          | Ann Donahue, Elizabeth Devine    | 2 października 2006  | 22 marca 2007    | #5,03 |
| Tym razem śledczy są na tropie szczególnych hazardzistów. Sprawa zaczyna się od napadu na gości przyjęcia wydanego przez renomowanego jubilera gwiazd. Są dwie ofiary śmiertelne napadu. Tak przynajmniej wygląda na początku. |                         |                        |                   |                                  |                      |                  |       |
| 4 (101) | If Looks Could Kill     | Upozorowane zabójstwo  | Scott Lautanen    | Ildy Modrovich, Barry O’Brien    | 9 października 2006  | 29 marca 2007    | #5,02 |
| Ekipa CSI bada okoliczności śmierci modela, którego zmasakrowane ciało wrzucono do basenu portowego. Po ujęciu sprawcy, który przyznaje się pod ciężarem dowodów, zostają znalezione zwłoki innego modela z tej samej agencji. |                         |                        |                   |                                  |                      |                  |       |
| 5 (102) | Death Eminent           | Dostojnik śmierci      | Eagle Egilsson    | Corey Miller, Brian Davidson     | 16 października 2006 | 5 kwietnia 2007  | #5,05 |
| W opuszczonym, niedawno sprzedanym, domu zostaje znalezione ciało lokalnego polityka. Okazuje się, że lokatorzy z całej okolicy zostali przymuszeni do sprzedaży swoich domów po zaniżonych cenach... |                         |                        |                   |                                  |                      |                  |       |
| 6 (103) | Curse of the Coffin     | Klątwa trumny          | Joe Chappelle     | Sunil Nayar, Krystal Houghton    | 23 października 2006 | 12 kwietnia 2007 | #5,06 |
| Przerażona dziewczyna, uciekając przed napastnikiem, kradnie samochód. Do akcji wkracza policja. Pod wskazanym adresem funkcjonariusze znajdują zwłoki młodej kobiety i ślady rytuałów santerii. Znaleziona przy zwłokach miniaturowa trumna ma świadczyć o klątwie związanej ze zmarłą. Wydarzenia w śledztwie wydają się istnienie klątwy potwierdzać... |                         |                        |                   |                                  |                      |                  |       |
| 7 (104) | High Octane             | Ryzykowna jazda        | Sam Hill          | Marc Dube                        | 6 listopada 2006     | 19 kwietnia 2007 | #5,07 |
| Podczas nielegalnych pokazów kaskaderskich sztuczek samochodowych w Miami, w których kierowcami są amatorzy, ginie jeden z młodych kierowców, Dex Gilman. Był jednym z najlepszych wyczynowców. Wkrótce nagranie tragicznego wydarzenia ukazuje się w Internecie. |                         |                        |                   |                                  |                      |                  |       |
| 8 (105) | Darkroom                | Darkroom               | Karen Gaviola     | John Haynes                      | 13 listopada 2006    | 26 kwietnia 2007 | #5,08 |
| Kasjerka pobierająca opłatę za przejazd autostradą otrzymuje banknot, na którym obok plamy krwi ktoś napisał: „On mnie zabije”. Horatio uważa, że to nie żart. Zostają znalezione zwłoki młodej kobiety. Śledczy idą tropem filmu zarejestrowanego przez kamerę przy kasie na autostradzie. |                         |                        |                   |                                  |                      |                  |       |
| 9 (106) | Going Going Gone        | Zaginiony ślad         | Matt Earl Beesley | Elizabeth Devine                 | 20 listopada 2006    | 3 maja 2007      | #5,09 |
| Na przyjęciu dla bogaczy mężczyźni licytują spotkania z wybranymi kobietami. Cel imprezy jest charytatywny. Jedna z kobiet zostaje zamordowana. Ekipa Caine’a bada okoliczności jej śmierci. |                         |                        |                   |                                  |                      |                  |       |
| 10 (107) | Come As You Are         | Bądź sobą              | Joe Chappelle     | Brian Davidson                   | 27 listopada 2006    | 10 maja 2007     | #5,10 |
| Oficer piechoty morskiej, rekrutujący w Miami ochotników do armii, zostaje znaleziony martwy na cywilnej strzelnicy. Ma rany po kulach, ale bez śladów krwi – nie żył, kiedy do niego strzelano. |                         |                        |                   |                                  |                      |                  |       |
| 11 (108) | Backstabbers            | Nóż w plecy            | Gina Lamar        | Barry O’Brien                    | 11 grudnia 2006      | 17 maja 2007     | #5,11 |
| Ekipa Caine’a tropi podejrzaną o działalność terrorystyczną Sonyę Barak, zwolnioną przez sąd za kaucją. Na kobietę polują członkowie jej własnej organizacji. W bagażniku samochodu, którym odjechała spod gmachu sądu zostaje znalezione ciało mężczyzny. |                         |                        |                   |                                  |                      |                  |       |
| 12 (109) | Internal Affairs        | Sprawy wewnętrzne      | Scott Lautanen    | Corey Miller                     | 8 stycznia 2007      | 24 maja 2007     | #5,12 |
| Ciało Nicka Townsenda, byłego męża Natalii Boa Visty, zostaje znalezione w jego mieszkaniu. Natalia zostaje aresztowana, jako podejrzana, wobec dowodów świadczących o jej bytności na miejscu zbrodni. Do zabicia Nicka przyznaje się jednak Valera... Sprawę prowadzą pracownicy nocnej zmiany CSI. Horatio próbuje znaleźć trop, który oczyści jego podwładne. Druga sprawa to śmierć samotnego bogatego mężczyzny, którego ciało zostaje znalezione z ciężką granitową półką na głowie. Sekcja wykazuje jednak, że to nie ona była przyczyną śmierci.                                                           |                         |                        |                   |                                  |                      |                  |       |
| 13 (110) | Throwing Heat           | Upał                   | Joe Chappelle     | Krystal Houghton                 | 22 stycznia 2007     | 31 maja 2007     | #5,13 |
| Na plaży zostaje znaleziony martwy Kubańczyk. Okazuje się, że nadepnął na minę. Ślady z plaży świadczą o tym, że ktoś obserwował tę tragedię. Delko udaje się do baru, o którym chodzą słuchy, że jest czymś w rodzaju punktu zaczepienia dla wielu przybywających na Florydę nielegalnie Kubańczyków. Tam staje w obronie kobiety przed atakującym ją mężczyzną, jak się okazuje, jej mężem. Nieoczekiwanie ta sytuacja jest początkiem dużych kłopotów Erica. |                         |                        |                   |                                  |                      |                  |       |
| 14 (111) | No Man’s Land” (Part 1) | Ziemia niczyja         | Scott Lautanen    | Dominic Abeyta                   | 5 lutego 2007        | 7 czerwca 2007   | #5,14 |
| Zostaje dokonany zamach na policyjną ciężarówkę przewożącą skonfiskowaną broń na miejsce jej zniszczenia. Samochód przewraca się i otwiera; broń wypada na ulicę. Wiele sztuk broni dostaje się w ręce przypadkowych znalazców. Śledztwo wykazuje, że skok zlecił Clavo Cruz odsiadujący dożywocie. Caine uważa, że planuje on kolejne akcje. Ryan i Calleigh prowadzą dochodzenie w sprawie śmierci jedenastoletniego chłopca; zastrzelono go z jednej ze skradzionych sztuk broni. |                         |                        |                   |                                  |                      |                  |       |
| 15 (112) | Man Down” (Part 2)      | Ofiara śmiertelna      | Karen Gaviola     | Ildy Modrovich                   | 12 lutego 2007       | 14 czerwca 2007  | #5,15 |
| Trwają poszukiwania zbiegłego z sądu Clavo Cruza. Przy okazji wychodzi na jaw, że Cruz – jeszcze przed jego uwięzieniem – wykorzystując swój immunitet dyplomatyczny, przemycał do Miami diamenty. Trop prowadzi do biologicznego ojca Clavo Cruza... |                         |                        |                   |                                  |                      |                  |       |
| 16 (113) | Broken Home             | Rozbity dom            | Sam Hill          | Barry O’Brien, Krystal Houghton  | 19 lutego 2007       | 21 czerwca 2007  | #5,16 |
| Pewne zamożne małżeństwo, wychodząc na przyjęcie, zostawia syna pod opieką nastolatki z sąsiedztwa. Właściciele domu nie wracają na czas. Opiekunka wzywa policję, znalazłszy w pobliżu drzwi do domu ciało własnego ojca. Policja znajduje niedaleko również ciało jej matki. |                         |                        |                   |                                  |                      |                  |       |
| 17 (114) | A Grizzly Murder        | Morderstwo grizzly     | Eagle Egilsson    | Elizabeth Devine, Brian Davidson | 26 lutego 2007       | 28 czerwca 2007  | #5,17 |
| Na polowaniu na bagnach Everglades myśliwy zostaje zaatakowany przez niedźwiedzia grizzly i w wyniku ataku umiera. Wstępne oględziny ciała wykazują, że na jego kurtce znajdowała się przynęta przywabiająca niedźwiedzie. Ekipa CSI idzie tropem tej przynęty... |                         |                        |                   |                                  |                      |                  |       |
| 18 (115) | Triple Threat           | Potrójne zagrożenie    | Scott Lautanen    | Corey Miller, Sunil Nayar        | 19 marca 2007        | 5 lipca 2007     | #5,18 |
| Na imprezie charytatywnej zamordowany zostaje bogaty handlarz nieruchomości. Wszystko wskazuje na to, że morderstwo zleciła jego żona, która prowadziła tego wieczoru galę. |                         |                        |                   |                                  |                      |                  |       |
| 19 (116) | Bloodline               | Linia krwi             | Carey Meyer       | John Haynes, Marc Dube           | 9 kwietnia 2007      | 12 lipca 2007    | #5,19 |
| Oskalpowane zwłoki zostają znalezione nieopodal kasyna należącego do Indian. Horatio jest przekonany, że jego właściciele mogą być zamieszani w sprawę tego morderstwa. |                         |                        |                   |                                  |                      |                  |       |
| 20 (117) | Rush                    | Pośpiech               | Sam Hill          | Ildy Modrovich, Krystal Houghton | 16 kwietnia 2007     | 19 lipca 2007    | #5,20 |
| Gwiazdor kina akcji Brody Lassiter zostaje znaleziony martwy. Jego ciało morderca zostawił w bagażniku samochodu prowadzonego przez kaskadera. I to właśnie ten kaskader staje się na początku głównym podejrzanym. |                         |                        |                   |                                  |                      |                  |       |
| 21 (118) | Just Murdered           | Zamordowany            | Eagle Egilsson    | Ty Scott                         | 23 kwietnia 2007     | 26 lipca 2007    | #5,21 |
| Rozwodzący się małżonkowie, skłóceni ze sobą Hank i Laurie Athertonowie, dzielą swój majątek.Tymczasem ktoś okradł skrzynkę depozytową Athertonów. |                         |                        |                   |                                  |                      |                  |       |
| 22 (119) | Burned                  | Spalony                | Anthony Hemingway | Corey Evett, Matt Partney        | 30 kwietnia 2007     | 2 sierpnia 2007  | #5,22 |
| Młody mężczyzna ginie w pożarze. Jego narzeczona ratuje się, skacząc z okna sypialni do basenu. Horatio Caine jest zmuszony zwolnić Ryana Wolfe’a, który nie przyznał się, że zna jednego z podejrzanych. |                         |                        |                   |                                  |                      |                  |       |
| 23 (120) | Kill Switch             | Zemsta                 | Scott Lautanen    | Corey Miller, Marc Dube          | 7 maja 2007          | 9 sierpnia 2007  | #5,23 |
| Na plaży zostają znalezione zwłoki człowieka podejrzanego o napad na młodą kobietę i kradzież samochodu. Horatio Caine i jego ludzie odkrywają, że zginął w innym miejscu. Ryan podejmuje pracę eksperta do spraw kryminalistycznych w stacji telewizyjnej. |                         |                        |                   |                                  |                      |                  |       |
| 24 (121) | Born to Kill            | Urodzony do morderstwa | Karen Gaviola     | Sunil Nayar, Ann Donahue         | 14 maja 2007         | 16 sierpnia 2007 | #5,24 |
| Ekipa CSI tropi seryjnego zabójcę, który wycina na swoich ofiarach, kobietach, krwawą literę Y. Kiedy podejrzany zostaje aresztowany, okazuje się, że jest wyposażony w dodatkowy chromosom Y, rzekomy „gen mordercy”. Kiedy sprawa ma być zamknięta, popełniona zostaje podobna zbrodnia... |                         |                        |                   |                                  |                      |                  |       |

## Sezon 6 (2007–2008)
| 1 (122) | Dangerous Son              | Niebezpieczny syn         | Sam Hill          | Marc Dube, Krystal Houghton               | 24 września 2007     | 6 marca 2008         | #6,01 |
| Uzbrojony napastnik wdziera się do domu kuratora sądowego. Policja błyskawicznie reaguje na wezwanie. Funkcjonariusze słyszą strzał – kurator zostaje śmiertelnie postrzelony. Morderca ucieka motorówką. Córka ofiary potwierdza, że jej ojciec sprawował dozór kuratorski nad dwoma tysiącami skazańców. Wielu z nich chciało go zabić. Badania DNA wykazują, że w sprawę może być zamieszany nastoletni syn porucznika Caine’a, Kyle Harmon. Do tej pory Horatio nawet nie wiedział o jego istnieniu. |                            |                           |                   |                                           |                      |                      |       |
| 2 (123) | Cyber-lebrity              | Cyber-lebryta             | Matt Earl Beesley | Corey Evett, Matt Partney                 | 1 października 2007  | 13 marca 2008        | #6,03 |
| Candance Walker, nastoletnia pływaczka, zyskała ogromną popularność, gdy w Internecie zamieszczono jej seksowne zdjęcia. Podczas kolejnych zawodów z jej udziałem dochodzi do tragedii – jej chłopak zostaje zastrzelony z łuku. Horatio boi się, że następną ofiarą będzie Candance. Przydziela jej do ochrony Ryana Wolfe’a. Wkrótce także Caine zyskuje rozgłos – na jednej ze stron internetowych ujawniono, że to on przyczynił się do aresztowania lokalnego bossa mafii, Argenta. Syn gangstera postanawia się na nim zemścić. Calleigh, chcąc przyjrzeć się bliżej broni, z której zabito chłopaka młodej pływaczki, odwiedza trenera szkolnej drużyny łuczniczej – Roberta Whittena. Wszystko wskazuje na to, że może on być zamieszany w tę zbrodnię. Delko znajduje inny trop. Jego uwagę przyciągają okulary przeciwsłoneczne, które zabity nastolatek nosił feralnego dnia. Alexx zauważa na ciele ofiary ledwie dostrzegalny ślad szminki. |                            |                           |                   |                                           |                      |                      |       |
| 3 (124) | Inside Out                 | Na wylot                  | Gina Lamar        | Sunil Nayar, John Haynes                  | 8 października 2007  | 20 marca 2008        | #6,02 |
| Syn Horatia, Kyle Harmon, zatrzymany za porwanie, decyzją sądu do czasu rozprawy ma być pozbawiony wolności. W drodze do więzienia towarzyszą mu w autobusie groźni przestępcy. Więźniów eskortuje sierżant Frank Tripp. Podczas jazdy ktoś próbuje uwolnić jednego z gangsterów – sytuacja wymyka się spod kontroli. Dochodzi do strzelaniny, w wyniku której ginie młoda kobieta. Wszystko wskazuje na to, że to Frank ponosi odpowiedzialność za jej śmierć. W zamieszaniu uciekają niebezpieczni kryminaliści, a wraz z nimi znika też Kyle. Calleigh zbiera ślady na miejscu zbrodni; część z nich Natalia zabiera i ma dostarczyć do laboratorium. Po drodze wstępuje na strzelnicę... |                            |                           |                   |                                           |                      |                      |       |
| 4 (125) | Bang, Bang, Your Debt      | Pif paf, jesteś bankrutem | Karen Gaviola     | Brian Davidson, Barry O’Brien             | 15 października 2007 | 27 marca 2008        | #6,04 |
| Para kochanków, uwięziona w aucie, zostaje umyślnie podpalona. Dziewczyna ginie, chłopak zaś – żywy, chociaż nieprzytomny – zostaje znaleziony nad brzegiem oceanu. Podczas autopsji Alexx sugeruje Horatio, że była to próba podwójnego samobójstwa. Calleigh dochodzi do podobnego wniosku po oględzinach mieszkania zmarłej dziewczyny. Podążając tropem jej karty kredytowej, Calleigh i Delko docierają na uniwersytet. Dochodzi tam do strzelaniny, a ich główny podejrzany staje się kolejną ofiarą w tej sprawie. Delko ma przywidzenia – widuje zmarłego kolegę, Tima Speedle’a. |                            |                           |                   |                                           |                      |                      |       |
| 5 (126) | Deep Freeze                | Zamrożony                 | Sam Hill          | Elizabeth Devine                          | 22 października 2007 | 3 kwietnia 2008      | #6,05 |
| Gwiazdor futbolu, Doug McClain zostaje śmiertelnie ugodzony w szyję podczas rozmowy telefonicznej z reporterką Wendy LeGassic. Oględziny zwłok wskazują, że zabójca perfekcyjnie zadał cios, bo nie widać żadnych śladów walki. Alexx nie może jednak poddać ciała ofiary rutynowej autopsji, sprzeciwia się temu bowiem wdowa po zamordowanym sportowcu, Eliss McClain. Calleigh i jej chłopak, detektyw Jake Berkeley, odkrywają, że z rezydencji zniknęły trzy mistrzowskie trofea. Natalia i Delko podejrzewają morderstwo dla sportowych pamiątek. |                            |                           |                   |                                           |                      |                      |       |
| 6 (127) | Sunblock                   | Zaćmienie słońca          | Christine Moore   | Corey Miller                              | 29 października 2007 | 10 kwietnia 2008     | #6,06 |
| Podczas zaćmienia Słońca na hotelowym basenie zostaje zamordowany Ronnie Temple. Alexx przepowiada, że śmierć w takich okolicznościach to zły omen. Na walizce znalezionej na miejscu zbrodni śledczy znajdują nietypowe DNA. Badania laboratoryjne potwierdzają, że należy do mężczyzny, który przeobraża się w wilka. Alexx przystępuje do sekcji zwłok z lękiem i w trakcie badania traci przytomność... |                            |                           |                   |                                           |                      |                      |       |
| 7 (128) | Chain Reaction             | Reakcja łańcuchowa        | Scott Lautanen    | Brian Davidson, Matt Partney, Corey Evett | 5 listopada 2007     | 17 kwietnia 2008     | #6,07 |
| W czasie tygodnia mody w Miami na jednym z pokazów dochodzi do tragicznego wypadku. Jedna z modelek przypina się kajdankami do metalowego słupa na scenie i zostaje śmiertelnie porażona prądem. Już początkowa faza śledztwa pokazuje, że wpadek był efektem celowego działania. Projektant oświadcza, że nie ma nic wspólnego z tą zbrodnią, coś jednak wyraźnie ukrywa. Okazuje się, że zamordowana dziewczyna również miała tajemnicę: trzymała w sekrecie, że była żoną znanego gangstera. FBI żąda, by CSI zaniechało dalszego śledztwa w tej sprawie dla dobra świadka koronnego. Ponadto dochodzenie zapoczątkowane przez Biuro CSI w Miami może sprowadzić śmiertelne niebezpieczeństwo na syna porucznika Caine’a, Kyle’a, który w więzieniu czeka na werdykt sądu. |                            |                           |                   |                                           |                      |                      |       |
| 8 (129) | Permanent Vacation         | Wieczne wakacje           | Eagle Egilsson    | Barry O’Brien, Krystal Houghton           | 12 listopada 2007    | 24 kwietnia 2008     | #6,08 |
| Rodzina Partneyów spieszy się, aby na czas wyjść z hotelu i zdążyć na powrotny lot do domu. Kiedy Roger korzysta z toalety, jego syn Brian zostaje zastrzelony przed wejściem do windy. Horatio dowiaduje się, że rodzina pochodzi z Kanady i była w Miami na wakacjach. Ekipa kryminologów nie może zlokalizować naboju. W windzie znajdują bandanę ze znakiem gangu Cobra Familia. Na taśmie rejestrującej wydarzenia na korytarzu widać, że napastnik miał na sobie część hotelowego uniformu. |                            |                           |                   |                                           |                      |                      |       |
| 9 (130) | Stand Your Ground          | Nie daj się               | Joe Chappelle     | Marc Dube, John Haynes                    | 19 listopada 2007    | 1 maja 2008          | #6,09 |
| Calleigh zostaje zaatakowana na ulicy. Kobieta odruchowo sięga po broń. Napastnik traci kontrolę nad pojazdem, który w pędzie wpada do pobliskiego sklepu, gdzie policja znajduje zwłoki nieznanej kobiety. Calleigh staje się główną podejrzaną w sprawie o zabójstwo. Alexx podczas sekcji stwierdza, że ofiara nie żyła w chwili, gdy najechał na nią rozpędzony samochód. Ryan odkrywa, że związek z jej śmiercią miały aromatyzowane cukierki znalezione w wozie, którym usiłowano przejechać Calleigh. |                            |                           |                   |                                           |                      |                      |       |
| 10 (131) | CSI: My Nanny              | Niania                    | Jonathan Glassner | Corey Miller, Krystal Houghton            | 26 listopada 2007    | 8 maja 2008          | #6,10 |
| Pięcioletnia dziewczynka przerywa przyjęcie wydawane przez zamożnych rodziców, pojawiając się na nim ze śladami krwi na bosych stópkach. Okazało się, iż jest to krew jej niani. Zamordowana dziewczyna, imieniem Vanessa, zamierzała wkrótce opuścić pracodawców. Ślady zabezpieczone na miejscu zbrodni pasują do DNA jednego z gości na party i zarazem właściciela agencji dla niań, który nie przyznał się do znajomości z ofiarą. Sekcja zwłok wykazała, że przyczyną śmierci dziewczyny było ugodzenie nożem. Wyszło też na jaw, że ofiara była podtruwana. |                            |                           |                   |                                           |                      |                      |       |
| 11 (132) | Guerillas in the Mist      | Handlarze we mgle         | Carey Meyer       | Barry O’Brien, Brian Davidson             | 10 grudnia 2007      | 15 maja 2008         | #6,11 |
| Detektyw Tripp powraca do wydziału, by wspólnie z drużyną CSI prowadzić dochodzenie w sprawie nielegalnego handlu bronią. Tymczasem w portowym magazynie trzech handlarzy ginie na miejscu. Calleigh jest zaszokowana, bo nigdy dotąd nie widziała skutków użycia najnowszej elektronicznej broni. DNA znalezione na miejscu zbrodni wskazuje na Gabriela Soto. Wkrótce nad brzegiem oceanu zostaje odkryta kolejna ofiara – Steve Lancaster zostaje ogłuszony paralizatorem i zamordowany, ale bez jakichkolwiek śladów. Gdy Alexx szuka odpowiedzi, w jaki sposób zginął ten człowiek, jej koledzy na jego bransoletce od zegarka znajdują odcisk palca jego wspólnika. Wkrótce w porcie dochodzi do strzelaniny, w której Eric Delko staje się głównym celem. |                            |                           |                   |                                           |                      |                      |       |
| 12 (133) | Miami Confidential         | Tajne przez poufne        | Sam Hill          | Marc Dube                                 | 17 grudnia 2007      | 22 maja 2008         | #6,12 |
| Alexx i Ryan rozpoczynają oględziny zwłok młodej kobiety, Rachel Hemming, i błyskawicznie muszą uciekać z miejsca zbrodni z powodu wybuchu pożaru. Okazuje się, że w mieszkaniu znajdowało się laboratorium chemiczne do wyrobu narkotyków. Horatio przesłuchuje Jeremy’ego Broylesa, właściciela domu, który zapewnia, że nic o tym nie wiedział. Delko dostrzega na ciele ofiary odcisk palca należący do jej brata, który był już notowany za napady, ale Zach Hemming twierdzi, że nie skrzywdziłby swojej siostry. Podsłuch sugeruje, że zamordowana dziewczyna była tajną informatorką. Wśród jej osobistych rzeczy Calleigh zauważa zdjęcie. Natalia rozpoznaje na nim agenta Mike’a Farallona, z którym współpracowała w FBI! |                            |                           |                   |                                           |                      |                      |       |
| 13 (134) | Raising Caine              | Mój syn Caine             | Gina Lamar        | Sunil Nayar                               | 14 stycznia 2008     | 29 maja 2008         | #6,13 |
| Julia Winston- atrakcyjna i bardzo bogata kobieta – prowadzi aukcję, na której oferuje kupno prywatnej wyspy. Tymczasem w innej części rezydencji jej mąż, Bill – miliarder, filantrop i obieżyświat – zostaje zastrzelony podczas podpisywania pewnych dokumentów. Rekonstrukcja zdarzeń sugeruje, że nikt nie mógł wejść do jego pokoju, a autopsja potwierdza, że zginął od strzału z małej odległości. Horatio przybywa na miejsce zbrodni i zaskoczony odkrywa, że wdowa jest jego byłą żoną i matką Kyle’a! |                            |                           |                   |                                           |                      |                      |       |
| 14 (135) | You May Now Kill the Bride | Umierająca panna młoda    | Eagle Egilsson    | Barry O’Brien                             | 24 marca 2008        | 30 sierpnia 2008     | #6,14 |
| Ceremonia ślubna gwiazdy bejsbolu Grega Tannera. Tuż przed złożeniem małżeńskiej przysięgi narzeczona sportowca Susan Alston zostaje zastrzelona. Horatio Caine i jego ludzie rozpoczynają śledztwo. Greg jest przekonany, że był to atak jego szalonego fana. Śledczy tymczasem podejrzewają ochroniarza Tannera. Calleigh i Delko na miejscu zbrodni znajdują welon, którego ekspertyza włącza w krąg podejrzanych agenta Grega, Alana Farrisa. Inna poszlaka wskazuje z kolei na drużbę – Russella Brooksa, który ma już sporo przestępstw na koncie. Śledczy sprawdzają także uczestników wieczoru kawalerskiego, którego gospodynią była dobra znajoma Grega, Kelly Chapman. |                            |                           |                   |                                           |                      |                      |       |
| 15 (136) | Ambush” (Part 1)           | Zasadzka                  | Sam Hill          | Corey Evett, Matt Partney                 | 31 marca 2008        | 4 września 2008      | #6,15 |
| Na bagnach Everglades zostaje znalezione ciało kobiety, którą Julie Winston skłoniła do współpracy dla ratowania swojego syna. Liczne ślady na ciele ofiary wskazują, że walczyła o życie. Horatio jest przekonany, że jego była żona użyła przekupstwa, by ocalić Kyle’a przed więzieniem. Nie potwierdza jednak na razie, że miała bezpośredni związek z zabójstwem. Delko odkrywa ślady, które prowadzą do osoby, która miała kontakt z ofiarą przed jej śmiercią. Tymczasem Calleigh po powrocie z miejsca zbrodni uświadamia sobie, że ktoś ją okradł i sabotuje jej śledztwo. Oboje z Ryanem dochodzą do wniosku, że to ktoś doskonale znający procedury obowiązujące w CSI! |                            |                           |                   |                                           |                      |                      |       |
| 16 (137) | All In” (Part 2)           | Ostateczny rozrachunek    | Joe Chappelle     | Krystal Houghton                          | 1 kwietnia 2008      | 11 września 2008     | #6,16 |
| Horatio został aresztowany pod zarzutem zabójstwa Riaza i został deportowany do Brazylii. Tam musi się definitywnie uporać z przeszłością. Tymczasem w Miami ekipa CSI pracuje nad uwolnieniem Calleigh z rąk porywaczy. Ślady zabezpieczone w jej samochodzie wskazują, że została uprowadzona ze swego auta w drodze do pracy. Sprawa jest jednak zagadkowa, gdyż Calleigh miała przy sobie broń, jednak jej nie użyła. Ryan odkrywa ślad, który wiedzie do mężczyzny zamieszanego w nielegalny hazard, a także w pewne zabójstwo! |                            |                           |                   |                                           |                      |                      |       |
| 17 (138) | To Kill a Predator         | Polowanie                 | Matt Earl Beesley | Brian Davidson                            | 21 kwietnia 2008     | 18 września 2008     | #6,17 |
| Ekipa CSI prowadzi śledztwo w sprawie śmierci prawnika Seana Radleya, który zginął przejechany przez samochód. Odnalezienie auta nie jest łatwe, bo zostało wynajęte. Pierwszą główną podejrzaną wydaje się żona Radleya, Deborah. Kobieta przyznaje, że to ona wynajęła feralny wóz, ale został on skradziony, gdy doszło do morderstwa. Policyjny śmigłowiec namierza w końcu samochód na autostradzie. Calleigh odkrywa w jego wnętrzu dowód, który sugeruje, że samochód prowadziła nastolatka. Badania DNA potwierdzają, że była to córka ofiary! |                            |                           |                   |                                           |                      |                      |       |
| 18 (139) | Tunnel Vision              | Klapki na oczach          | Karen Gaviola     | Tamara Jaron                              | 28 kwietnia 2008     | 25 września 2008     | #6,18 |
| Zespół znajduje w zapadlisku ciało, które okazuje się mieć związek z napadem na podziemny bank. Sprawa dotyczy również obciążającego nagrania wideo córki bogatego biznesmena, która spotyka się z handlarzem narkotyków. |                            |                           |                   |                                           |                      |                      |       |
| 19 (140) | Rock and a Hard Place      | Między młotem a kowadłem  | Gina Lamar        | Marc Dube                                 | 5 maja 2008          | 2 października 2008  | #6,19 |
| Przypadkiem ginie niewinny człowiek. Specjaliści z CSI trafiają na ślad, który prowadzi ich do kogoś z własnej drużyny. Syn Alexx staje się jednym z głównych podejrzanych. Sprawy komplikują się jeszcze bardziej, kiedy Alexx znajduje syna w opuszczonym magazynie. Stoi on z zakrwawionym nożem nad ciałem przyjaciela, który jest drugim podejrzanym w tej sprawie. |                            |                           |                   |                                           |                      |                      |       |
| 20 (141) | Down to the Wire           | Do ostatniej chwili       | Eagle Egilsson    | Sunil Nayar                               | 12 maja 2008         | 9 października 2008  | #6,20 |
| W wyniku fałszywego zgłoszenia na telefon alarmowy ginie człowiek. Horatio musi przeciwstawić się prywatnemu detektywowi, który od pewnego czasu próbuje zniszczyć jego zespół. Prywatny śledczy zaczyna grzebać w życiu prywatnym pracujących przy sprawie kryminologów. Udaje mu się odsunąć od dochodzenia Calleigh i Erica. |                            |                           |                   |                                           |                      |                      |       |
| 21 (142) | Going Ballistic (Part 1)   | Niech mnie kule biją      | Sam Hill          | Corey Miller                              | 19 maja 2008         | 16 października 2008 | #6,21 |
| Nieznany przestępca zamierza doprowadzić do zniszczenia zespołu Horatio Caine’a. Manny Ortega zostaje znaleziony martwy na ulicy w Miami. Kiedy na miejscu zbrodni pojawia się ekipa CSI, towarzyszy jej nowy ekspert od medycyny sądowej, Shannon Higgins. W tej samej chwili na miejscu dochodzi do strzelaniny. Jedyną ofiarą jest Higgins. Obydwa ciała zostają skierowane do autopsji, którą poprowadzi kolejny nowy lekarz w drużynie, Thomas Wellner. Tymczasem Horatio przesłuchuje Evana Caldwella, tajnego agenta federalnego. |                            |                           |                   |                                           |                      |                      |       |

## Sezon 7 (2008–2009)
W Polsce premierowe odcinki sezon 7 CSI Kryminalne zagadki Miami były emitowane od 12 marca 2009 roku na kanale AXN
| 1 (143) | Resurrection” (Part 2)             | Zmartwychwstanie              | Joe Chappelle       | Barry O’Brien                  | 22 września 2008     | 12 marca 2009    | #7,01 |
| Horatio pozoruje własną śmierć. Chce ująć Rona Sarisa, a wraz z nim wielki ładunek najnowocześniejszych nabojów. Calleigh współpracuje z policyjnym agentem, który przeniknął do mafijnych szeregów. Dowiaduje się, że jest przygotowywany wielki napad, przy organizacji którego pomaga przedstawiciel agencji rządowej USA. |                                    |                               |                     |                                |                      |                  |       |
| 2 (144) | Won’t Get Fueled Again             | Nikt nie chce zostać spalonym | Matt Earl Beesley   | Corey Evett, Matt Partney      | 29 września 2008     | 19 marca 2009    | #7,02 |
| Na przyjęcie zorganizowane na plaży wbiega płonący mężczyzna. Nikt go nie zna, nikt mu nie pomaga. Na miejsce zbrodni przyjeżdża nowa pani patolog – dr Tara Price. |                                    |                               |                     |                                |                      |                  |       |
| 3 (145) | And How Does That Make You Kill?   | Mordercze fantazje            | Sam Hill            | Tamara Jaron                   | 6 października 2008  | 26 marca 2009    | #7,03 |
| Zadźgana ostrym narzędziem zostaje córka pani psycholog, terapeutki Delki. Giną także akta wszystkich pacjentów. Niedługo potem zastrzelona zostaje sama pani psycholog... |                                    |                               |                     |                                |                      |                  |       |
| 4 (146) | Raging Cannibal                    | Rosyjska mafia                | Gina Lamar          | Brian Davidson                 | 13 października 2008 | 2 kwietnia 2009  | #7,04 |
| Na bagnach ginie dwóch członków rosyjskiej mafii. Zamieszana w morderstwo jest kobieta mająca coś wspólnego z jednym z nich. Trop wiedzie do klubu sztuk walki... W siedzibie tego klubu śledczy trafiają dodatkowo na ślady krwi właściciela jachtu, którego zaginięcie zgłosiła niedawno żona. |                                    |                               |                     |                                |                      |                  |       |
| 5 (147) | Bombshell                          | Bomba                         | Eric Mirich         | Marc Dube                      | 20 października 2008 | 9 kwietnia 2009  | #7,05 |
| W sklepie z luksusową damską odzieżą ginie siedemnastoletnia dziewczyna. Okazuje się, że została zabita ładunkiem wybuchowym umieszczonym w przymierzanej bluzce. Przed śledczymi CSI stoi pytanie: czy była ona przypadkową ofiarą wybuchu, czy też zamach był skierowany właśnie przeciwko niej... Horatio zmaga się z problemami osobistymi – interweniuje, kiedy jego była żona jest zatrzymana w związku z płaceniem czekiem bez pokrycia, a niedługo potem wtrąca się w przepychankę między Kyle’em a jednym z jego sąsiadów. Kiedy ten ostatni zostaje znaleziony martwy, przed synem Horatia staje widmo ponownego pobytu w więzieniu. |                                    |                               |                     |                                |                      |                  |       |
| 6 (148) | Wrecking Crew                      | Ekipa wyburzeniowa            | Joe Chappelle       | Corey Miller                   | 3 listopada 2008     | 16 kwietnia 2009 | #7,06 |
| Ginie człowiek, który miał zeznawać w procesie przeciwko znanemu gangsterowi; w budynek, w którym odbywa się spotkanie przyszłego świadka z dwojgiem członków ekipy CSI uderza dźwig. Delko i Duquesne cudem uchodzą z życiem... |                                    |                               |                     |                                |                      |                  |       |
| 7 (149) | Cheating Death                     | Oszukać śmierć                | Sam Hill            | Krystal Houghton               | 10 listopada 2008    | 23 kwietnia 2009 | #7,07 |
| W pokoju hotelowym zostają znalezione zwłoki mężczyzny przykutego do łóżka kajdankami i ze śladami ostrego narzędzia na ciele. Jedynym świadkiem jest leżąca obok mężczyzny kobieta, obudzona w chwili znalezienia zwłok. Problem stanowi fakt, że twierdzi, że od pewnego momentu poprzedniego wieczoru nic nie pamięta... |                                    |                               |                     |                                |                      |                  |       |
| 8 (150) | Gone Baby Gone                     | Gdzie jest moje dziecko?      | Carey Meyer         | Dominic Abeyta                 | 17 listopada 2008    | 30 kwietnia 2009 | #7,08 |
| Podczas spaceru matki z dzieckiem pewna para, podając się za prawdziwych rodziców dziewczynki i wykorzystując zaskoczenie autentycznej matki, porywa niemowlaka. W czasie śledztwa, dzięki testom DNA, wychodzi na jaw, że mąż poszkodowanej nie jest biologicznym ojcem dziecka... |                                    |                               |                     |                                |                      |                  |       |
| 9 (151) | Power Trip                         | W imieniu władzy              | Joe Chappelle       | Corey Evett, Matt Partney      | 24 listopada 2008    | 7 maja 2009      | #7,09 |
| Zostaje odnalezione ciało młodej dziewczyny, która zginęła porażona prądem. Sposób postępowania sprawcy z ofiarą pod pewnymi względami przypomina morderstwo dokonane przez nieujętego zabójcę około roku temu. Do śledztwa prowadzonego przez ekipę CSI miesza się pewien nadgorliwy policjant... |                                    |                               |                     |                                |                      |                  |       |
| 10 (152) | The DeLuca Motel                   | Motel „DeLuca”                | Gina Lamar          | Sunil Nayar                    | 8 grudnia 2008       | 14 maja 2009     | #7,10 |
| W podrzędnym hotelu zostaje zastrzelony młody mężczyzna. W tym samym miejscu przebywa Eric Delko; poszukuje on informacji o swoim pochodzeniu i prawdziwej tożsamości ojca. Nieoczekiwanie poszukiwania te sprowadzają na śledczego niebezpieczeństwo... |                                    |                               |                     |                                |                      |                  |       |
| 11 (153) | Tipping Point                      | brak danych                   | Marco Black         | Brian Davidson                 | 15 grudnia 2008      | 21 maja 2009     | #7,11 |
| Dochodzenie w sprawie zabicia pastora, który trzymał pieczę nad trudną młodzieżą z jego okolicy, naprowadza śledczych na trop lokalnego ulicznego gangu. Kluczowe dowody dostarcza informator, który sam niebawem zostaje zdemaskowany. |                                    |                               |                     |                                |                      |                  |       |
| 12 (154) | Head Case                          | Amnezja                       | Sam Hill            | Tamara Jaron                   | 12 stycznia 2009     | 28 maja 2009     | #7,12 |
| Ekipa zajmuje się sprawą mężczyzny, który podejrzewa, że kogoś zabił, ale niczego nie pamięta. Gdy go znaleziono, był cały zbroczony krwią. Eksperci stwierdzają u niego zanik pamięci. By odkryć sekrety skryte w jego mózgu, kryminalistycy z CSI angażują nowe, dotychczas przez nich nie stosowane, techniki śledcze. |                                    |                               |                     |                                |                      |                  |       |
| 13 (155) | And They’re Offed                  | Bomba w górę                  | Matt Earl Beesley   | Barry O’Brien                  | 19 stycznia 2009     | 4 czerwca 2009   | #7,13 |
| Zamordowany zostaje właściciel konia wyścigowego. Na nagraniu z wyścigu widać, jak należący do niego koń, będący faworytem, zwalnia przed metą. Ekipa podejrzewa, że wyścig był ustawiony. Horatio ponownie popada w konflikt z rosyjskim gangsterem, kiedy staje w obronie jednego z przyjaciół Ryana. |                                    |                               |                     |                                |                      |                  |       |
| 14 (156) | Smoke Gets in Your CSI’s           | Dym w oczy                    | Joe Chappelle       | Krystal Houghton               | 2 lutego 2009        | 11 czerwca 2009  | #7,14 |
| Calleigh i Ryan badają miejsce zbrodni – strych pewnego domu. Nagle zjawia się zamaskowana postać, która strzela do nich, a następnie podpala dom. Calleigh ulega zatruciu dymem. Trafia do szpitala, w którym pracuje była patolog CSI – Alexx Woods. |                                    |                               |                     |                                |                      |                  |       |
| 15 (157) | Presumed Guilty                    | Winny z założenia             | Larry Detwiler      | Corey Miller                   | 9 lutego 2009        | 18 czerwca 2009  | #7,15 |
| Horatio odnajduje dowody sugerujące, że Alfonso Reyes, skazany za zamordowanie pewnej kobiety, jest niewinny. To oznacza, że ekipa musi zbadać wszystkie zgromadzone dowody jeszcze raz. Działania śledczych utrudnia jak tylko może błyskotliwy prawnik. |                                    |                               |                     |                                |                      |                  |       |
| 16 (158) | Sink or Swim                       | Utoń albo płyń                | Sam Hill            | Marc Dube                      | 2 marca 2009         | 25 czerwca 2009  | #7,16 |
| Znany adwokat Derek Powell (w tej roli P. Daddy) urządza huczną imprezę na swoim jachcie. Na samym jej początku na pokład dostaje się dwoje uzbrojonych złodziei. W zamieszaniu, jakie powstaje w tym momencie, ginie narzeczona organizatora zabawy. Załamany mężczyzna prosi o pomoc detektywów, z którymi do tej pory miał na pieńku. |                                    |                               |                     |                                |                      |                  |       |
| 17 (159) | Divorce Party                      | Przyjęcie rozwodowe           | Karen Gaviola       | Corey Evett, Matt Earl Beesley | 9 marca 2009         | 2 lipca 2009     | #7,17 |
| Na uroczystym przyjęciu rozwodowym, w altance, pod którą Amy składa „przysięgę rozwodową”, nagle pojawiają się powieszone zwłoki jej eksmęża. Podczas oględzin miejsca zdarzenia altanka ulega całkowitemu zniszczeniu, raniąc w głowę doktor Price. Syn Horatia zaczyna pracę jako asystent u patolog Tary. |                                    |                               |                     |                                |                      |                  |       |
| 18 (160) | Flight Risk                        | Zabójstwo na lotnisku         | Joe Chappelle       | Sunil Nayar                    | 16 marca 2009        | 9 lipca 2009     | #7,18 |
| Na lotnisku taśma wydająca bagaże wyrzuca zakrwawione ciało stewardesy. Ekipa CSI pracuje nad rozwiązaniem sprawy. Wychodzą na jaw ciemne sprawki związane z tak tragicznie zakończonym lotem. |                                    |                               |                     |                                |                      |                  |       |
| 19 (161) | Target Specific” (Part 1)          | Obserwowani                   | Sam Hill            | Tamara Jaron                   | 23 marca 2009        | 16 lipca 2009    | #7,19 |
| Domy zamożnych mieszkańców Miami stają się celem włamań. Trop prowadzi do rosyjskiej mafii. Członkowie ekipy Caine’a odkrywają, że oni sami są na celowniku gangsterów. Ich życie jest w niebezpieczeństwie. |                                    |                               |                     |                                |                      |                  |       |
| 20 (162) | Wolfe In Sheep’s Clothing (Part 2) | Wilk w owczej skórze          | Carey Meyer         | Krystal Houghton               | 30 marca 2009        | 23 lipca 2009    | #7,20 |
| Ryan jest torturowany przez jednego ze zbirów Ivana Sarnoffa. Zostaje wypuszczony, ale pod jednym warunkiem – musi pomóc zatrzeć ślady po planowanym rabunku i morderstwie. W przeciwnym razie przestępcy zabiją Billy’ego Gantry’ego. Po pewnym czasie od chwili wezwania na miejsce przestępstwa Calleigh i Eric zaczynają coś podejrzewać. Horatio wzywa Ryana na rozmowę w cztery oczy. |                                    |                               |                     |                                |                      |                  |       |
| 21 (163) | Chip/Tuck                          | Powrót zza grobu              | Allison Liddi-Brown | Brian Davidson                 | 13 kwietnia 2009     | 30 lipca 2009    | #7,21 |
| Dochodzi do zabójstwa chirurga plastycznego, który ginie pokawałkowany w zgniatarce ogrodowej. Jednym z podejrzanych jest Ron Saris – handlarz bronią i eksmąż Julii (byłej partnerki Horatia), matki Kyle’a (syna Horatia) – który uchodził za zaginionego po wybuchu i pożarze na jachcie, na którym przebywał. Saris współpracuje z policją Miami jako jej konfident, stąd ma immunitet na popełnione wcześniej występki. |                                    |                               |                     |                                |                      |                  |       |
| 22 (164) | Dead on Arrival                    | Wyścig narzeczonych           | Gina Lamar          | Corey Miller                   | 27 kwietnia 2009     | 6 sierpnia 2009  | #7,22 |
| Tym razem ekipa CSI próbuje rozwiązać zagadkę morderstwa dokonanego na planie reality show – „Marrying Kind”, w którym Neil wybiera dla siebie przyszłą pannę młodą spośród 12 kandydatek. Nagrodą dla pary młodej jest milion dolarów. Właśnie kręcony jest finał. Okazuje się, że wybranka jego serca Grace Carlson została zabita. |                                    |                               |                     |                                |                      |                  |       |
| 23 (165) | Collateral Damage                  | Zamach                        | Sam Hill            | Marc Dube                      | 4 maja 2009          | 13 sierpnia 2009 | #7,23 |
| W restauracji wybucha bomba, zabijając dwoje ludzi. W sprawę zamieszany jest syn jednej z ofiar, właściciel restauracji i członek rosyjskiej mafii. W prosektorium CSI eksploduje granat, który zaplątał się w ubranie jednej z ofiar zamachu w restauracji. Wolfe po wybuchu w prosektorium zauważa, że pani patolog zbiera z podłogi tabletki... |                                    |                               |                     |                                |                      |                  |       |
| 24 (166) | Dissolved                          | Śmiertelna kąpiel             | Matt Earl Beesley   | Corey Evett, Matt Partney      | 11 maja 2009         | 20 sierpnia 2009 | #7,24 |
| Po skończonej imprezie u znajomego Ron (eksmąż Julii, byłej partnerki porucznika Caine’a) pokłócił się z Jimmym Castiganem o to, że ten ostatni ma za długi język. Podczas szarpaniny wrzuca go do basenu, gdzie Castigan rozpuszcza się w cieczy wypełniającej basen – ktoś bowiem dodał do wody dużą ilość sody kaustycznej. Agenci CSI w drodze dalszego śledztwa znajdują jeszcze dwa rozpuszczone ciała. Julia pojawia się z bronią w prosektorium i grozi obecnym tam osobom, w tym własnemu synowi. Incydent kończy się jej aresztowaniem. Pani patolog także zostaje aresztowana – za przywłaszczenie sobie opakowania leku, który miała przy sobie jedna ze zmarłych osób dostarczonych do prosektorium (o czyn ten Horatio posądzał Julię). |                                    |                               |                     |                                |                      |                  |       |
| 25 (167) | Seeing Red” (Part 1)               | Rosyjska sieć                 | Joe Chappelle       | Barry O’Brien                  | 18 maja 2009         | 27 sierpnia 2009 | #7,25 |
| W stołówce więziennej Ivan Sarnnoff dusi się zatrutym pokarmem. Wezwano ambulans. Drogę karetce zajeżdża samochód, a drugi spycha ją na tory, wprost pod pędzący pociąg. Policjant ratuje skazańca, sam zostając śmiertelnie ranny. Ivan Sarnoff ucieka z bronią policjanta. To początek ciągu zdarzeń, które mają doprowadzić do likwidacji rosyjskiej mafii. Będzie zagrożone życie Yeliny, która jest wtyczką CSI w szeregach mafii. Delko będzie próbował ratować swojego ojca i nie dopuścić do kradzieży broni, w wyniku czego zostaje postrzelony przez Calleigh. Na bagnach Everglades traci panowanie nad samochodem. Agenci znajdują jego ojca w rozbitym samochodzie, ale po Delko ślad zaginął!                                           |                                    |                               |                     |                                |                      |                  |       |

## Sezon 8 (2009–2010)
W Polsce premierowe odcinki sezon 8 CSI Kryminalne zagadki Miami były emitowane od 4 marca 2010 roku na kanale AXN
| 1 (168) | Out of Time” (Part 2)    | Podróż w czasie         | Sam Hill            | Tamara Jaron                    | 21 września 2009     | 4 marca 2010     | #8,01 |
| W tym odcinku akcja serialu cofa się do 1997 roku kiedy powstaje cała ekipa. Grupa ratownicza znajduje Delko na mokradłach. |                          |                         |                     |                                 |                      |                  |       |
| 2 (169) | Hostile Takeover         | Wrogie przejęcie        | Allison Liddi-Brown | Corey Evett, Matt Partney       | 28 września 2009     | 11 marca 2010    | #8,02 |
| Na jedno z laboratorium napada terrorysta, który przetrzymuje paru zakładników. Horat stara się ich uwolnić negocjując z porywaczem. Do ekipy zostaje ponownie zatrudniony Jesse Cardoza. |                          |                         |                     |                                 |                      |                  |       |
| 3 (170) | Bolt Action              | Brawurowa akcja         | Gina Lamar          | Melissa Scrivner                | 5 października 2009  | 18 marca 2010    | #8,03 |
| Trwa przesłuchanie Calleigh i Delko. Na plaży zostają zamordowani trzej siatkarze. Do ekipy zostaje przeniesiony z nocnej zmiany Walter Simmons grany przez Omara Millera. |                          |                         |                     |                                 |                      |                  |       |
| 4 (171) | In Plane Sight           | Na pokładzie            | Larry Detwiler      | Robert Hornak                   | 12 października 2009 | 25 marca 2010    | #8,04 |
| W samolocie zostaje odnalezione ciało inwestora Howarda Burgess’a, który zdefraudował pieniądze mieszkańców Miami. |                          |                         |                     |                                 |                      |                  |       |
| 5 (172) | Bad Seed                 | Złe nasienie            | Matt Earl Beesley   | Brian Davidson                  | 19 października 2009 | 1 kwietnia 2010  | #8,05 |
| Dwoje młodych ludzi zatruwa się w restauracji bakteriami E-coli. Ryan, Jesse i Walter prowadza nieoficjalne śledztwo na farmie. Eric z osobistych powodów opuszcza zespół CSI. |                          |                         |                     |                                 |                      |                  |       |
| 6 (173) | Dude, Where’s My Groom?  | Zaginiony pan młody     | Carey Meyer         | Brett Mahoney                   | 2 listopada 2009     | 8 kwietnia 2010  | #8,06 |
| Panna młoda z niecierpliwością czeka na swojego narzeczonego. Dwóch drużbów zostaje odnalezionych w fontannie. Są skuci kajdankami i nie wiedzą, jak się tam znaleźli. |                          |                         |                     |                                 |                      |                  |       |
| 7 (174) | Bone Voyage              | Daleka podróż           | Sam Hill            | Barry O’Brien                   | 9 listopada 2009     | 15 kwietnia 2010 | #8,07 |
| Pierwsza część trylogii łączącej wszystkie CSI. Znika dziewczyna z prowincji, która przyjechała do Miami, aby zostać modelką. Ekipa odnajduje tylko jej odciętą rękę oraz nogę innej zaginionej dziewczyny z LA. Horatio ściąga do Miami Dr. Raymond Langston. |                          |                         |                     |                                 |                      |                  |       |
| 8 (175) | Point of Impact          | Punkt uderzenia         | Eric Mirich         | Krystal Houghton                | 16 listopada 2009    | 22 kwietnia 2010 | #8,08 |
| W wypadku samochodowym ginie matka, a dwójka dzieci jest ciężko ranna. Na posterunku umiera również drugi uczestnik stłuczki. Kryminolodzy próbują dowiedzieć się kto spowodował wypadek. |                          |                         |                     |                                 |                      |                  |       |
| 9 (176) | Kill Clause              | Przyczyna zgonu         | Scott Lautanen      | Jeremy R. Littman               | 23 listopada 2009    | 29 kwietnia 2010 | #8,09 |
| Ryan, zatrudniony na przyjęciu jako ochroniarz, jest świadkiem morderstwa. Okazuje się, że w firmie, w której pracowała ofiara było więcej śmiertelnych wypadków, a beneficjentem ich ubezpieczenia jest pracodawca. Na tym przyjęciu Jesse śledzi kobietę ze swojej przeszłości. |                          |                         |                     |                                 |                      |                  |       |
| 10 (177) | Count Me Out             | Wyścigi                 | Marco Black         | Marc Dube                       | 7 grudnia 2009       | 6 maja 2010      | #8,10 |
| Zamordowany zostaje pracownik socjalny. W trakcie śledztwa Ryan i Natalia znajdują się na miejscu wybuchu, czego skutkiem jest utrata słuchu przez Boa Vistę. |                          |                         |                     |                                 |                      |                  |       |
| 11 (178) | Delko for the Defense    | Świadek obrony          | Gina Lamar          | Tamara Jaron                    | 14 grudnia 2009      | 13 maja 2010     | #8,11 |
| Zostaje zamordowana bogata kobieta, a policja znajduje w jej mieszkaniu bezdomnego, który twierdzi, że tylko tam spał. Delko zostaje przydzielony do obrony chłopaka jako ekspert sądowy zatrudniony przez obrońcę. |                          |                         |                     |                                 |                      |                  |       |
| 12 (179) | Show Stopper             | Śmierć na scenie        | Sam Hill            | Corey Evett, Matt Partney       | 11 stycznia 2010     | 20 maja 2010     | #8,12 |
| W czasie koncertu zostaje zamordowana gwiazda pop. W czasie śledztwa wychodzi, iż Phoenix żyje, a zamordowany został jej sobowtór. Calleigh poszukuje wokalistki. |                          |                         |                     |                                 |                      |                  |       |
| 13 (180) | Die By the Sword         | Japoński Miecz          | Matt Earl Beesley   | Melissa Scrivner                | 18 stycznia 2010     | 27 maja 2010     | #8,13 |
| Japońska mafia morduje nauczyciela WOS-u. Natalia z powodu głuchoty naraża siebie i Rayana. |                          |                         |                     |                                 |                      |                  |       |
| 14 (181) | In The Wind              | Przeminęło z wiatrem    | Allison Liddi-Brown | Brett Mahoney                   | 1 lutego 2010        | 3 czerwca 2010   | #8,14 |
| Eric Delko znów pojawia się w roli eksperta sądowego próbującego rozwiązać zagadkę z przeszłości. Z powodu rozbieżności w dowodach zostaje wstrzymana egzekucja mężczyzny, który zabił żonę i córkę. |                          |                         |                     |                                 |                      |                  |       |
| 15 (182) | Miami, We Have a Problem | Miami, mamy problem     | Sam Hill            | Brian Davidson                  | 8 lutego 2010        | 10 czerwca 2010  | #8,15 |
| Na samochód młodego małżeństwa spada z nieba ciało mężczyzny. Okazuje się, że denat niedawno przebywał w kosmosie. |                          |                         |                     |                                 |                      |                  |       |
| 16 (183) | L.A.                     | Los Angeles             | Rob Zombie          | Barry O’Brien                   | 1 marca 2010         | 17 czerwca 2010  | #8,16 |
| Na przyjęciu u producenta „filmów dla dorosłych” zostaje zgwałcona jego żona, a jej przyjaciółka została zamordowana. Okazuje się, że Jesse śledził producenta, ponieważ obwinia go o morderstwo swojej żony i innej kobiety kiedy pracował jeszcze w LA. Horatio i Delko jadą do LA w celu wyjaśnienia tamtej sprawy. |                          |                         |                     |                                 |                      |                  |       |
| 17 (184) | Getting Axed.            | Nielubiana ofiara       | Carey Meyer         | Krystal Houghton                | 8 marca 2010         | 24 czerwca 2010  | #8,17 |
| Zostaje zamordowana recepcjonistka. W trakcie śledztwa okazuje się, że kobieta miała ciekawą przeszłość. |                          |                         |                     |                                 |                      |                  |       |
| 18 (185) | Dishonor.                | Dyshonor                | Sam Hill            | Marc Dube                       | 22 marca 2010        | 1 lipca 2010     | #8,18 |
| Kyle dostaje przepustkę i wraca do Miami. W trakcie spotkania z ojcem okazuje się, że jego przyjaciel z kompanii został zamordowany we własnym domu. Horatio próbuje rozwiązać sprawę. |                          |                         |                     |                                 |                      |                  |       |
| 19 (186) | Spring Breakdown.        | Wiosenne przesilenie    | Larry Detwiler      | Corey Evett, Matt Partney       | 12 kwietnia 2010     | 8 lipca 2010     | #8,19 |
| Ekipa bada morderstwo trójki znajomych. |                          |                         |                     |                                 |                      |                  |       |
| 20 (187) | Backfire                 | Sygnały z zaświatów     | Don Tardino         | Tamara Jaron, Melissa Scrivner  | 19 kwietnia 2010     | 15 lipca 2010    | #8,20 |
| Duch nie chce zostawić Calleigh, dopóki nie udowodni jego niewinności. Eric Delko jest w tym odcinku. |                          |                         |                     |                                 |                      |                  |       |
| 21 (188) | Meltdown                 | Diamentowy skok         | Matt Earl Beesley   | K. David Bena, Brian Davidson   | 3 maja 2010          | 22 lipca 2010    | #8,21 |
| W napadzie na jubilera ginie pracownik pobliskiego biura. Z przechowalni dowodów w laboratorium skradziona zostaje spora liczba diamentów. Podejrzenie pada na kogoś z wewnątrz. Delko jest oddelegowany do znalezienia złodzieja. |                          |                         |                     |                                 |                      |                  |       |
| 22 (189) | Mommie Deadest           | Rodzinna historia       | Gina Lamar          | Krystal Houghton, Brett Mahoney | 10 maja 2010         | 29 lipca 2010    | #8,22 |
| Morderstwo kobiety z przedmieść prowadzi agentów CSI w głąb mrocznej przeszłości ofiary, a Delko bezustannie szuka złodzieja. |                          |                         |                     |                                 |                      |                  |       |
| 23 (190) | Time Bomb                | Bomba zegarowa          | Sam Hill            | Corey Evett, Matt Partney       | 17 maja 2010         | 5 sierpnia 2010  | #8,23 |
| Ginie asystentka prokuratora Rebecca Nevins. Na miejscu zbrodni jest Delko, który chciał zrezygnować z prowadzenia śledztwa w sprawie skradzionych diamentów. |                          |                         |                     |                                 |                      |                  |       |
| 24 (191) | All Fall Down (Part 1)   | Wyścig z czasem część 1 | Joe Chappelle       | Barry O’Brien, Marc Dube        | 24 maja 2010         | 5 sierpnia 2010  | #8,24 |
| Seryjny morderca wysyła agentom listy z układanką mówiącą kogo najpierw zabije. Jest nią młoda wykładowczyni z Uniwersytetu. Następną ofiarą jest profesor tego samego uniwersytetu. Jedna z policjantek ratuje życie kolejnemu celowi zabójcy. Gdy w końcu grupa Caine’a odnajduje zabójcę dostaje on ostatni list o treści „they all fall down” (z ang. Oni wszyscy upadli). W tym samym czasie w siedzibie CSI w Miami wszyscy agenci upadają z nieznanego powodu, uprzednio dławiąc się, jakby niewidzialnym dymem bądź gazem. Jedynym który „stoi” jest Delko, który wszedł do laboratorium, kiedy reszta ekipy leży na podłodze. Podbiega do Woltera, potrząsając nim, potem do Calleigh i woła o pomoc. Na tym kończy się 8 seria. |                          |                         |                     |                                 |                      |                  |       |

## Sezon 9 (2010–2011)
| 1 (192) | Fallen (Part 2)    | Upadek                 | Sam Hill          | Tamara Jaron                           | 3 października 2010  | 3 marca 2011     | #9,01 |
| Horatio Caine i jego współpracownicy poszukują sprawców przestępstw, grasujących na południu Florydy. Tym razem badają okoliczności rozpylenia trującego gazu w laboratorium kryminalistycznym. Jego pracownik, Jesse Cardoza, umiera na skutek uderzenia w głowę podczas upadku. Okazuje się, że sprawcą zajścia był seryjny morderca, profesor Starling. Mimo iż dochodzenie można uznać za ukończone, funkcjonariusze są przekonani, że Starling nie jest jedyną osobą zamieszaną w tę sprawę. Niebawem wychodzi na jaw, że mogli mieć z nią związek również Melissa Walls i Kevin Gardwood. |                    |                        |                   |                                        |                      |                  |       |
| 2 (193) | Sudden Death       | Nagła śmierć           | Matt Earl Beesley | Corey Evett, Matt Partney              | 10 października 2010 | 10 marca 2011    | #9,02 |
| Główny rozgrywający szkolnej drużyny futbolowej, Brady Jensen, jest podejrzany o morderstwo pracownicy klubu nocnego, Kristen Banks. Za kilka dni Brady miał dołączyć do profesjonalnego zespołu. Postanowił uczcić sukces podczas imprezy, w której uczestniczyli również jego nowy agent Chip Ford i Kristen Banks. Podczas libacji Brady upił się, a kobieta została zamordowana w niejasnych okolicznościach. Jensen zostaje aresztowany. Horatio i jego współpracownicy próbują wyjaśnić zagadkę jej śmierci. Dochodzenie ujawnia nowe, zaskakujące wątki w tej sprawie.                   |                    |                        |                   |                                        |                      |                  |       |
| 3 (194) | See No Evil        | Gdy zła nie widać      | Gina Lamar        | Krystal Houghton                       | 17 października 2010 | 17 marca 2011    | #9,03 |
| Dochodzi do porwania. Jedynym świadkiem jest niewidomy mężczyzna. Funkcjonariusze rozpoczynają śledztwo. Wkrótce okazuje się, że głównym podejrzanym jest człowiek, który w chwili popełnienia przestępstwa powinien znajdować się w więzieniu. |                    |                        |                   |                                        |                      |                  |       |
| 4 (195) | Manhunt            | Pościg                 | Don Tardino       | Marc Dube                              | 24 października 2010 | 24 marca 2011    | #9,04 |
| Memmo Fierro, zabójca żony Horatio i siostry Delko, został skazany na pobyt w więzieniu. Udaje się mu jednak uciec. Zbiegły przestępca próbuje znaleźć swoją córkę, która przebywa obecnie w rodzinie zastępczej. Horatio i reszta śledczych z elitarnej jednostki muszą wytropić i ponownie aresztować Fierro, zanim ten znowu zdecyduje się kogoś zabić. |                    |                        |                   |                                        |                      |                  |       |
| 5 (196) | Sleepless in Miami | Bezsenność w Miami     | Sam Hill          | Brian Davidson                         | 31 października 2010 | 31 marca 2011    | #9,05 |
| Wezwani do parku Everglades funkcjonariusze CSI natrafiają na pewnego mężczyznę, który sprawia wrażenie zagubionego i zdezorientowanego. Twierdzi on, że widział morderstwo, zanim ono się wydarzyło. Okazuje się, że w pobliżu została zakopana czyjaś głowa. Caine i jego współpracownicy próbują ustalić, czy mężczyzna – Jason Reger – był jedynie świadkiem, czy może sprawcą tej zbrodni. Funkcjonariusze zaczynają podejrzewać, że mógł on dokonać morderstwa w stanie transu. |                    |                        |                   |                                        |                      |                  |       |
| 6 (197) | Reality Kills      | Zabójcza codzienność   | Marco Black       | Melissa Scrivner                       | 14 listopada 2010    | 7 kwietnia 2011  | #9,06 |
| Podczas premiery reality show jedna z uczestniczek programu, Courtney Alderman, traci przytomność i umiera na oczach fanów. Porucznik Horatio Caine i jego współpracownicy podejrzewają, że mordercą gwiazdy programu mógł być inny uczestnik lub któryś z jej fanów. Postanawiają przesłuchać wszystkich członków obsady reality show. W toku dochodzenia wychodzą na jaw różne sekrety jego uczestników. Okazuje się również, że niektórzy dostali się do programu przy pomocy niezbyt uczciwych metod.                                                                                       |                    |                        |                   |                                        |                      |                  |       |
| 7 (198) | On the Hook        | Na haczyku             | Tim Story         | Scott Landy                            | 21 listopada 2010    | 14 kwietnia 2011 | #9,07 |
| Pewien wędkarz, Brad, wypływa łódką na środek kanału. Podczas połowu cudem unika śmierci od kuli nieznanego snajpera, który strzela do Brada z dużej odległości, ale chybi celu. Zespół śledczych próbuje ustalić, kto mógł chcieć śmierci wędkarza. Niebawem docierają do ważnego świadka. Jest nim Shane, chłopak cierpiący na zaburzenia psychiczne, który podczas całego zdarzenia znajdował się w pobliżu. |                    |                        |                   |                                        |                      |                  |       |
| 8 (199) | Happy Birthday     | Sto lat                | Sam Hill          | Barry O’Brien, Marc Dube               | 5 grudnia 2010       | 21 kwietnia 2011 | #9,08 |
| Heather Chapman, będąca w zaawansowanej ciąży, została napadnięta i dotkliwie pobita. Całe zdarzenia miało miejsce w pobliżu restauracji, którą wcześniej odwiedziła Heather. Skradziono również jej samochód. Horatio i Tripp próbują ustalić, kto odpowiada za pobicie ciężarnej, wskazujące na usiłowanie zabójstwa. Tymczasem życie nienarodzonego dziecka poszkodowanej kobiety jest w niebezpieczeństwie. |                    |                        |                   |                                        |                      |                  |       |
| 9 (200) | Blood Sugar        | Cukier splamiony krwią | Rod Holcomb       | Gregory Bassenian                      | 12 grudnia 2010      | 28 kwietnia 2011 | #9,09 |
| Agenci badają okoliczności nagłej eksplozji w fabryce cukru. Jedyną ofiarą wypadku jest Eduardo Santana, przygnieciony przez wiele ton sypkiego produktu. Dochodzenie ujawnia, że niektórzy pracownicy fabryki byli nielegalnymi imigrantami. Ponieważ fabryka była poddawana okresowej kontroli przez Urząd Imigracyjny, zespół Horatio podejrzewa, że wybuch mógł nastąpić z winy kilku pracowników, uciekających przed urzędnikami |                    |                        |                   |                                        |                      |                  |       |
| 10 (201) | Match Made in Hell | Męcz się w piekle      | Eric Mirich       | Brett Mahoney                          | 2 stycznia 2011      | 5 maja 2011      | #9,10 |
| Znaleziono ciało pewnego przedsiębiorcy, który działał w branży internetowej. Mężczyzna został zabity przez aligatora we własnym basenie. Trop prowadzi do przedstawicieli dwóch serwisów matrymonialnych. Jeden z nich tylko oficjalnie zajmuje się swataniem par. Ryan ma za zadanie przeniknąć w strukturę firmy i odkryć prawdziwy cel jej działalności. |                    |                        |                   |                                        |                      |                  |       |
| 11 (202) | F-T-F              | Twarzą w twarz         | David Arquette    | Melissa Scrivner, K. David Bena        | 9 stycznia 2011      | 12 maja 2011     | #9,11 |
| Dokonano podwójnego morderstwa. W trakcie dochodzenia agenci CSI odkrywają, że sprawa ma związek z tajemniczym miłosnym trójkątem w sieci internetowej. |                    |                        |                   |                                        |                      |                  |       |
| 12 (203) | Wheels Up          | Rolkami do przodu      | Sam Hill          | Corey Evett, Matt Partney              | 16 stycznia 2011     | 19 maja 2011     | #9,12 |
| Na terenie hali sportowej zostaje znalezione ciało Connie Briggs, gwiazdy wyścigów na rolkach. Horatio i jego współpracownicy próbują ustalić, która osoba z otoczenia zawodniczki mogła pragnąć jej śmierci. Wyniki obdukcji zwłok Connie wskazują, że w przeszłości padła ona ofiarą przemocy fizycznej. Tymczasem współlokatorka Connie, Lucy, ujawnia ważne dla śledztwa fakty. |                    |                        |                   |                                        |                      |                  |       |
| 13 (204) | Last Stand         | Ostatni bastion        | Matt Earl Beesley | Brian Davidson                         | 20 lutego 2011       | 26 maja 2011     | #9,13 |
| Do Miami powraca Memmo Fierro, lider organizacji przestępczej Mala Noche i morderca żony Horatio. Niedawno Memmo opuścił więzienie i obecnie zamierza ponownie przejąć kontrolę nad swoją grupą. Caine za wszelką cenę próbuje pokrzyżować przestępcze plany Fierro. |                    |                        |                   |                                        |                      |                  |       |
| 14 (205) | Stoned Cold        | brak danych            | Allison Liddi     | Tamara Jaron                           | 27 lutego 2011       | 2 czerwca 2011   | #9,14 |
| Pewna uczennica szkoły średniej umiera z powodu przedawkowania alkoholu. Ekipa Caine’a ustala, że dziewczyna zachowywała się wyjątkowo agresywnie wobec niektórych rówieśników. Horatio i jego zespół podejrzewają, że jej śmierć mogła być wynikiem zemsty gnębionych przez nią kolegów. |                    |                        |                   |                                        |                      |                  |       |
| 15 (206) | Blood Lust         | Żądza krwi             | Gina Lamar        | Krystal Houghton Ziv                   | 6 marca 2011         | 9 czerwca 2011   | #9,15 |
| Dwie kobiety, porwane i uwięzione przez seryjnego mordercę, próbują uciec oprawcy. Jednej z nich udaje się wydostać na wolność. Niebawem w miejskim parku policja odkrywa zwłoki drugiej z więzionych kobiet. Horatio Caine i jego ekipa muszą odszukać sprawcę tej zbrodni, zanim zaatakuje on po raz kolejny. Niebawem okazuje się, że morderców może być dwoje. Zespół śledczych trafia na trop podejrzanych – mężczyzny i kobiety. |                    |                        |                   |                                        |                      |                  |       |
| 16 (207) | Hunting Ground     | Obszar polowań         | Adam Rodríguez    | Adam Rodríguez                         | 13 marca 2011        | 16 czerwca 2011  | #9,16 |
| Ekipa Horatio Caine’a poszukuje mordercy mężczyzny, który zginął trafiony strzałą z łuku. Dochodzenie prowadzi do ekskluzywnego klubu łowieckiego. Niebawem staje się jasne, że jego członkowie urządzają polowania na nielegalnych imigrantów, przebywających na terenie Everglades. |                    |                        |                   |                                        |                      |                  |       |
| 17 (208) | Special Delivery   | Specjalna przesyłka    | Allison Liddi     | Michael McGrale                        | 20 marca 2011        | 23 czerwca 2011  | #9,17 |
| Funkcjonariusze zajmują się kolejną, dość zagadkową sprawą dwóch morderstw. Ich ofiarami padli Doug, kierowca ciężarówki, i sprzątaczka Sheila. Problem w tym, że obie zbrodnie miały miejsce na trasie przewozu przesyłek, jaką miał do przebycia Doug. Horatio i jego zespół dążą do ustalenia, czy te dwa morderstwa są ze sobą powiązane. Niebawem odkrywają szlak transportu heroiny. |                    |                        |                   |                                        |                      |                  |       |
| 18 (209) | About Face         | W tył zwrot            | Sam Hill          | Corey Evett, Matt Partney              | 27 marca 2011        | 30 czerwca 2011  | #9,18 |
| Skazany za dwa morderstwa mężczyzna ucieka z więzienia i porywa Natalię. Przekonuje uprowadzoną, że nie popełnił żadnej z zarzucanych mu zbrodni. Niebawem wychodzi na jaw, że uciekinier może mówić prawdę. Ekipa Caine’a próbuje odnaleźć prawdziwego sprawcę obu przestępstw. |                    |                        |                   |                                        |                      |                  |       |
| 19 (210) | Caged              | W klatce               | Larry Detwiler    | Tamara Jaron, K. David Bena            | 10 kwietnia 2011     | 7 lipca 2011     | #9,19 |
| Z więzienia ucieka Dante Kroll, były zawodnik MMA. Planuje zemścić się na Loganie Shepherdzie, swoim rywalu z ringu, który podczas procesu Krolla zeznawał przeciwko niemu. Kiedy Dante dowiaduje się, że Logan zamierza startować w najbliższych zawodach MMA, postanawia dopaść go podczas rozgrywek. Caine i jego podwładni starają się chronić Shepherda. Jednocześnie prowadzą intensywne poszukiwania Krolla. |                    |                        |                   |                                        |                      |                  |       |
| 20 (211) | Paint It Black     | Pomaluj to na czarno   | Gina Lamar        | Krystal Houghton Ziv, Melissa Scrivner | 17 kwietnia 2011     | 14 lipca 2011    | #9,20 |
| W jacuzzi, na terenie uniwersyteckiego spa, zostają znalezione zwłoki studentki Corinne Palmer. Główną podejrzaną o morderstwo jest jej współlokatorka Monica Dow. Ekipa Caine’a odkrywa, że Monica może mieć podwójną tożsamość. W toku śledztwa wychodzi na jaw, że ma ona poważne zaburzenia psychiczne. Problemy Moniki są związane z jej traumatycznymi przeżyciami z przeszłości. Tymczasem w kręgu podejrzanych o morderstwo Corinne znajduje się również chłopak ofiary. Wychodzi na jaw, że Monica próbowała go uwieść.                                                                |                    |                        |                   |                                        |                      |                  |       |
| 21 (212) | G.O                | brak danych            | Matt Earl Beesley | Brett Mahoney                          | 1 maja 2011          | 21 lipca 2011    | #9,21 |
| W jednym z barów spokojny i skromny Neal Marshall wdaje się w bójkę. Niebawem jego przeciwnik zostaje zamordowany. Według relacji świadków Neal jest ostatnią osobą, która widziała ofiarę. Kiedy ekipa Caine’a przybywa na miejsce zbrodni, agenci odkrywają, że Neal i ciało denata zniknęli. Zespół rozpoczyna poszukiwania Neala jako głównego podejrzanego o morderstwo. W toku śledztwa Caine zaczyna wątpić w jego winę. Orientuje się, że Marshall został wrobiony. |                    |                        |                   |                                        |                      |                  |       |
| 22 (213) | Mayday” (Part 1)   | brak danych            | Sam Hill          | Marc Dube, Barry O’Brien               | 8 maja 2011          | 28 lipca 2011    | #9,22 |
| Caine i Tripp uczestniczą w transporcie zbiegłego więźnia Jacka Tollera na pokładzie samolotu. Podczas podróży maszyna awaryjnie ląduje. Toller ponownie korzysta z okazji do ucieczki. Udaje mu się zbiec. Agenci wykorzystują nowoczesne technologie, aby namierzyć Jacka. Nawiązują również kontakt z byłym więźniem Randym Northem, który odsiadywał wyrok w jednej celi z Tollerem. Randy twierdzi, że nie miał pojęcia o planach ucieczki Tollera. Niebawem okazuje się, że North nie mówi prawdy, a ujęcie Jacka było w rzeczywistości częścią planu Toller                              |                    |                        |                   |                                        |                      |                  |       |

## Sezon 10 (2011–2012)
W Polsce premierowe odcinki sezon 10 CSI Kryminalne zagadki Miami były emitowane od 1 marca 2012 roku na kanale AXN
| 1 (214) | Countermeasures (Part 2)   | Środki zaradcze (część 2) | Sam Hill            | Marc Dube, Barry O’Brien            | 25 września 2011     | 1 marca 2012     | #10,01 |
| Horatio i Natalia są w niebezpieczeństwie. Rozpaczliwie walczą o życie. Caine bohatersko ratuje życie współpracownicy. Ekipa ściga Jacka Tollera, zbiegłego z więzienia mordercę. Muszą go zatrzymać, zanim ten popełni kolejną zbrodnię. Niebawem udaje im się zatrzymać Randy’ego Northa, znajomego Jacka z więzienia, który się ukrywał. Detektywi próbują wykorzystać go do wyśledzenia Tollera. |                            |                           |                     |                                     |                      |                  |        |
| 2 (215) | Stiff                      | Sztywny                   | Gina Lamar          | Doreen J. Blauschild                | 2 października 2011  | 8 marca 2012     | #10,02 |
| Śledczy badają sprawę morderstwa żigolaka, jakie miało miejsce na terenie prywatnego hotelu. Mężczyzna zginął w zaskakujących okolicznościach. Aby odnaleźć zabójcę, śledczy przenikają do świata rywalizujących o wpływy zawodowych żigolaków oraz ich zdesperowanych klientek. Okazuje się, że wiele osób z otoczenia mężczyzny miało motyw, aby się go pozbyć. |                            |                           |                     |                                     |                      |                  |        |
| 3 (216) | Blown Away                 | Zdmuchnięty               | Don Tardino         | Brian Davidson                      | 9 października 2011  | 15 marca 2012    | #10,03 |
| Walter i Calleigh przyjeżdżają do domu, w którym doszło do podwójnego morderstwa. Jedną z ofiar jest mieszkająca tu nastolatka. Pracę ekipy przerywa nagłe przejście tornada. Żywioł niemal doszczętnie niszczy miejsce zbrodni. Simmons wydostaje się spod gruzów. Calleigh zostaje odnaleziona po pewnym czasie, uwięziona pod szczątkami budynku. Niebawem agenci natrafiają na zwłoki w jednym z sąsiednich domów. Zastanawiają się, czy obie zbrodnie są ze sobą powiązane. |                            |                           |                     |                                     |                      |                  |        |
| 4 (217) | Look Who’s Taunting        | brak danych               | Marco Black         | Krystal Houghton                    | 16 października 2011 | 22 marca 2012    | #10,04 |
| Śledczy poszukują seryjnego mordercy prostytutek. Sprawca działa z wyjątkowym okrucieństwem. Funkcjonariusze muszą go schwytać, zanim zabije on kolejną ofiarę. Dochodzenie wykazuje, że może nią być uznana za zaginioną Angela Olsen. Niebawem odkrywają nowe dowody, prowadzące do pewnego lekarza, doktora Estebana Navarro. Mężczyzna jest synem wpływowego biznesmena. Horatio i jego zespół są przekonani, że ojciec podejrzanego zrobi wszystko, aby chronić potomka. |                            |                           |                     |                                     |                      |                  |        |
| 5 (218) | Killer Regrets             | brak danych               | Sam Hill            | Brett Mahoney                       | 23 października 2011 | 29 marca 2012    | #10,05 |
| W jednej z miejscowości na terenie meksykańskiego pogranicza nieznany sprawca próbuje zabić miejscową komisarz policji, Anitę Torres. Kobiecie udaje się przeżyć, jednak w eksplozji samochodu ginie jej mąż Geraldo. Policjantka prosi o pomoc śledczych z Miami. Horatio podejrzewa, że zbrodnia mogła być dziełem jednego z członków gangu Mala Noche. Caine postanawia przesłuchać szefa grupy, Memmo Fierro, aktualnie przebywającego w więzieniu. Funkcjonariusze muszą zadbać o bezpieczeństwo kobiety i jej bliskich. Śledztwo ujawnia zaskakujące fakty w sprawie zamordowanego Geraldo.                                                                             |                            |                           |                     |                                     |                      |                  |        |
| 6 (219) | By the Book                | Przez książkę             | Gina Lamar          | Melissa Scrivner                    | 30 października 2011 | 5 kwietnia 2012  | #10,06 |
| Zespół Caine’a bada okoliczności brutalnego morderstwa pokojówki. Pozbawione krwi ciało ofiary znaleziono w opuszczonej posiadłości na odludnej wyspie. Podwładni Horatia ustalają, że dom należy do Marilyn Milner, popularnej autorki powieści o wampirach. Pisarka przebywa obecnie za granicą. Funkcjonariusze sprawdzają, czy zatrudnieni na posesji ogrodnik i kucharz mają coś wspólnego ze śmiercią pokojówki. Niebawem odkrywają, że cała trójka pracowników pani Milner bezpośrednio odpowiada za sukces jej powieści. Każde z nich pisało na jej zlecenie kolejne książki. Autorką najciekawszych fabuł była pokojówka Marilyn.                                    |                            |                           |                     |                                     |                      |                  |        |
| 7 (220) | Sinner Takes All           | brak danych               | Larry Detwiler      | Michael McGrale, Greg Bassenian     | 6 listopada 2011     | 12 kwietnia 2012 | #10,07 |
| Znany producent filmowy podczas nielegalnej partii pokera zostaje zastrzelony przez zamaskowanego napastnika. Na miejscu zbrodni zespół Caine’a znajduje dwa rodzaje kul. Na podstawie tego dowodu detektywi wykluczają motyw rabunkowy. Podejrzewają, że sprawca działał z zamiarem zabicia filmowca, a także mógł mieć wspólnika. Dochodzenie prowadzi do atrakcyjnej gospodyni domowej Evelyn Bowers. Kobieta posiada broń identycznego kalibru jak ta, z której zabito producenta. Pani Bowers składa jednak zaskakujące zeznania |                            |                           |                     |                                     |                      |                  |        |
| 8 (221) | Dead Ringer                | Sobowtór                  | Sam Hill            | Tamara Jaron                        | 13 listopada 2011    | 19 kwietnia 2012 | #10,08 |
| Na plaży zostaje znalezione ciało kolejnej kobiety, pozbawione oczu. Caine jest przekonany, że jest to następna ofiara nieuchwytnego seryjnego mordercy. Horatio nadal podejrzewa o zbrodnie młodego doktora Estebana Navarro, syna biznesmena Diega. Lekarz ma jednak niepodważalne alibi. Agenci przypuszczają, że sprawca ostatniej ze zbrodni jest jedynie naśladowcą prawdziwego mordercy. Tymczasem z domu rodziców zabitej kobiety zostaje skradziona automatyczna sekretarka, na której był nagrany głos zabójcy. Dalsze śledztwo prowadzi do Michaela Gallivera, który przyznaje się do wszystkich zbrodni. Krótko później zostaje jednak zamordowany w swojej celi. |                            |                           |                     |                                     |                      |                  |        |
| 9 (222) | A Few Dead Men             | brak danych               | Don Tardino         | K. David Bena                       | 20 listopada 2011    | 26 kwietnia 2012 | #10,09 |
| Trzej przestępcy, skazani w 1991 roku za zabójstwo 14-letniego chłopca, zostają zwolnieni z więzienia. Niebawem jeden z nich pada ofiarą zbrodni. Śledczy podejrzewają, że w sprawę jest zamieszany ojciec zabitego przed laty czternastolatka. Okazuje się jednak, że były więzień zginął od strzału z tej samej broni, z której zamordowano chłopaka. W tej sytuacji Horatio postanawia wrócić do sprawy zbrodni sprzed lat. |                            |                           |                     |                                     |                      |                  |        |
| 10 (223) | Long Gone                  | dawno już minęły          | James Wilcox        | Marc Dube, Barry O’Brien            | 4 grudnia 2011       | 3 maja 2012      | #10,10 |
| Ekipa Caine’a bada sprawę zaginięcia pewnej rodziny. W ich domu Ryan i Delko znajdują kokainę. Wszystko wskazuje na to, że mąż i ojciec zaginionych był zamieszany w handel narkotykami. Dochodzenie prowadzi do Oscara Duarte, który w latach 90. był wpływową postacią w środowisku handlarzy kokainą. Przestępca niedawno wyszedł z więzienia. Agenci odkrywają, że kontaktował się z nim student Tom. Był on chłopakiem 24-latki, należącej do zaginionej rodziny. |                            |                           |                     |                                     |                      |                  |        |
| 11 (224) | Crowned                    | Koronowany                | Gina Lamar          | Brett Mahoney, Krystal Houghton Ziv | 11 grudnia 2011      | 10 maja 2012     | #10,11 |
| Ekipa Caine’a bada sprawę morderstwa matki, której córka brała udział w wyborach małej miss. Początkowo jednym z głównych podejrzanych o zbrodnię jest mąż ofiary. Niebawem znika bez śladu kolejna dziewczynka, startująca w dziecięcym konkursie piękności. Agenci trafiają na trop pedofila. Śledztwo ujawnia szokujące fakty w sprawie zabójstwa kobiety. |                            |                           |                     |                                     |                      |                  |        |
| 12 (225) | Friendly Fire              | Śmierć na życzenie        | Sam Hill            | Tamara Jaron, Greg Bassenian        | 8 stycznia 2012      | 17 maja 2012     | #10,12 |
| Ekipa Caine’a bada okoliczności morderstwa chorego na nowotwór Matthew Stone’a, ekscentrycznego wynalazcy. Mężczyzna zginął od strzału z prototypowej, nieznanej dotychczas broni. Dochodzenie prowadzi do firmy, w której pracował Stone. Śledczy ustalają, czy jej obecny szef Jerry Blackburn miał coś wspólnego z morderstwem Matthew. |                            |                           |                     |                                     |                      |                  |        |
| 13 (226) | Terminal Velocity          | Zabójcza prędkość         | Sylvain White       | Robert Hornak, Brian Davidson       | 29 stycznia 2012     | 24 maja 2012     | #10,13 |
| Zostaje zamordowany skoczek spadochronowy Kevin Ramsey. Prowadzący śledztwo w tej sprawie detektywi odkrywają zaskakujące fakty na temat ofiary. Okazuje się, że mężczyzna za pośrednictwem banku nasienia został ojcem ponad setki dzieci. Dalsze dochodzenie prowadzi do jednego z potomków ofiary, Trenta Burtona, cierpiącego na chorobę genetyczną. Nie tylko on miał jednak motyw, aby zabić Ramseya. |                            |                           |                     |                                     |                      |                  |        |
| 14 (227) | Last Straw                 | Ostatnia kropla           | Bill Gierhart       | Melissa Scrivner, Michael McGrale   | 19 lutego 2012       | 31 maja 2012     | #10,14 |
| Ekipa bada okoliczności śmierci kobiety, miłośniczki jazdy konnej i byłej szefowej bractwa studentek w koledżu. Niebawem ginie kolejna była członkini studenckiej korporacji, którą agenci podejrzewali o zbrodnię. Śledczy odkrywają, że przed laty do bractwa należała córka właściciela stadniny koni, ale została z niego wyrzucona. Miała więc motyw, aby się zemścić na dawnych koleżankach. Dalsze dochodzenie ujawnia zaskakujące fakty w tej sprawie. |                            |                           |                     |                                     |                      |                  |        |
| 15 (228) | No Good Deed               | Zły interes               | Matt Earl Beesley   | Grace DeVuono                       | 4 marca 2012         | 7 czerwca 2012   | #10,15 |
| Na plaży zostaje znalezione ciało mężczyzny, który było zmasakrowane przez motorówkę.Detektywi ustają, że denat był księgowym, który chciał ujawnić nadużycia pracowników w jego firmie. Śledztwo prowadzić do młodego mężczyznę, które jest zamieszany w przemyt narkotyków. |                            |                           |                     |                                     |                      |                  |        |
| 16 (229) | Rest in Pieces             | Spoczywaj w kawałkach     | Sam Hill            | Marc Dube, Barry O’Brien            | 11 marca 2012        | 14 czerwca 2012  | #10,16 |
| Agenci badają sprawę morderstwa kobiety. Zwłoki ofiary odnaleziono na terenie posiadłości rodziny Navarro. Śledczy podejrzewają, że sprawcą tej zbrodni jest należący do klanu młody lekarz Esteban. Podczas kilku śledztw prowadzonych w przeszłości detektywi brali go pod uwagę jako zabójcę. Obecnie babcia mężczyzny, Vina Navarro (Raquel Welch), współpracuje z policją. Przełomem w dochodzeniu okazuje się inne makabryczne znalezisko. Problem w tym, że kolejne odkryte zwłoki liczą sobie około trzydziestu lat. Ten fakt kieruje podejrzenia śledczych na ojca Estebana, Diega.                                                                                  |                            |                           |                     |                                     |                      |                  |        |
| 17 (230) | At Risk                    | Zagrożenie                | Adam Rodríguez      | Adam Rodríguez                      | 18 marca 2012        | 21 czerwca 2012  | #10,17 |
| Dozorca, pracujący w renomowanej szkole gry w tenisa, zostaje zaatakowany i zagryziony przez chorego na wściekliznę psa. Śledczy są przekonani, że atak zwierzęcia został zaplanowany. Zdaniem agentów w jego wyniku miał zginąć znany w Miami trener tenisa Larry Hopper. Dalsze dochodzenie ujawnia kłopotliwe sekrety z przeszłości nauczyciela. Dziesięć lat wcześniej Hopper był zamieszany w sprawę seksualnego wykorzystywania nieletnich. Calleigh nawiązuje kontakt z Austinem Northem, jedną z ówczesnych ofiar Larry’ego. |                            |                           |                     |                                     |                      |                  |        |
| 18 (231) | Law and Disorder” (Part 1) | Prawo i porządek          | Allison Liddi Brown | Michael McGrale, Greg Bassenian     | 25 marca 2012        | 28 czerwca 2012  | #10,18 |
| Śledczy badają sprawę otrucia dziennikarki. Na krótko przed śmiercią kobieta pracowała nad tekstem poświęconym jednemu z lokalnych polityków, Randallowi Staffordowi. Kiedy na miejscu zbrodni zostaje odkryty należący do niego materiał DNA, z pomocą działaczowi przychodzą prawnicy, Darren Vogel i Gabrielle Wade, zajmująca się m.in. sprawą Estebana Navarro. Próbują oni podważyć te dowody. Dalsze dochodzenie kieruje uwagę śledczych na Vogla i jego mroczne intrygi. |                            |                           |                     |                                     |                      |                  |        |
| 19 (232) | Habeas Corpse” (Part 2)    | Nietykalność              | Sam Hill            | Barry O’Brien, Marc Dube            | 8 kwietnia 2012      | 5 lipca 2012     | #10,19 |
| Ryan spotyka się z Joshem Averym, podejrzanym o współpracę z Voglem. W wyniku serii zagadkowych wydarzeń Josh zostaje zabity, a Wolfe staje się głównym podejrzanym o jego morderstwo. Caine jest zmuszony go aresztować. Dalsze śledztwo ujawnia, że w sprawę zabójstwa Avery’ego mógł być zamieszany Vogel. Calleigh stara się o adopcję Austina Northa i jego siostry. |                            |                           |                     |                                     |                      |                  |        |